# Niedergailbach
Niedergailbach (im örtlichen Dialekt Gelbach) ist ein Ortsteil der Gemeinde Gersheim im Saarpfalz-Kreis (Saarland). Bis Ende 1973 war Niedergailbach eine eigenständige Gemeinde im Landkreis Homburg.

## Geographie

### Gailbach
Namensgebend für Niedergailbach und das 2 km talaufwärts gelegene Obergailbach ist der durch beide Orte fließende und talabwärts in die Blies mündende Gailbach. Dieser entspringt etwas oberhalb von Obergailbach. Der Gailbach wird im örtlichen Dialekt (wie der Ort selbst) Gelbach genannt.

### Lage
Niedergailbach liegt im südlichsten Teil des Saarpfalz-Kreises in einem Seitental des Bliestales 1 km von der deutsch-französischen Grenze entfernt. Der 2 km die Straße talaufwärts gelegene Nachbarort Obergailbach gehört zu Frankreich. Die Geschichte von Niedergailbach ist über Jahrhunderte durch seine Grenzlage geprägt.
Weitere Nachbardörfer sind Gersheim und Reinheim.

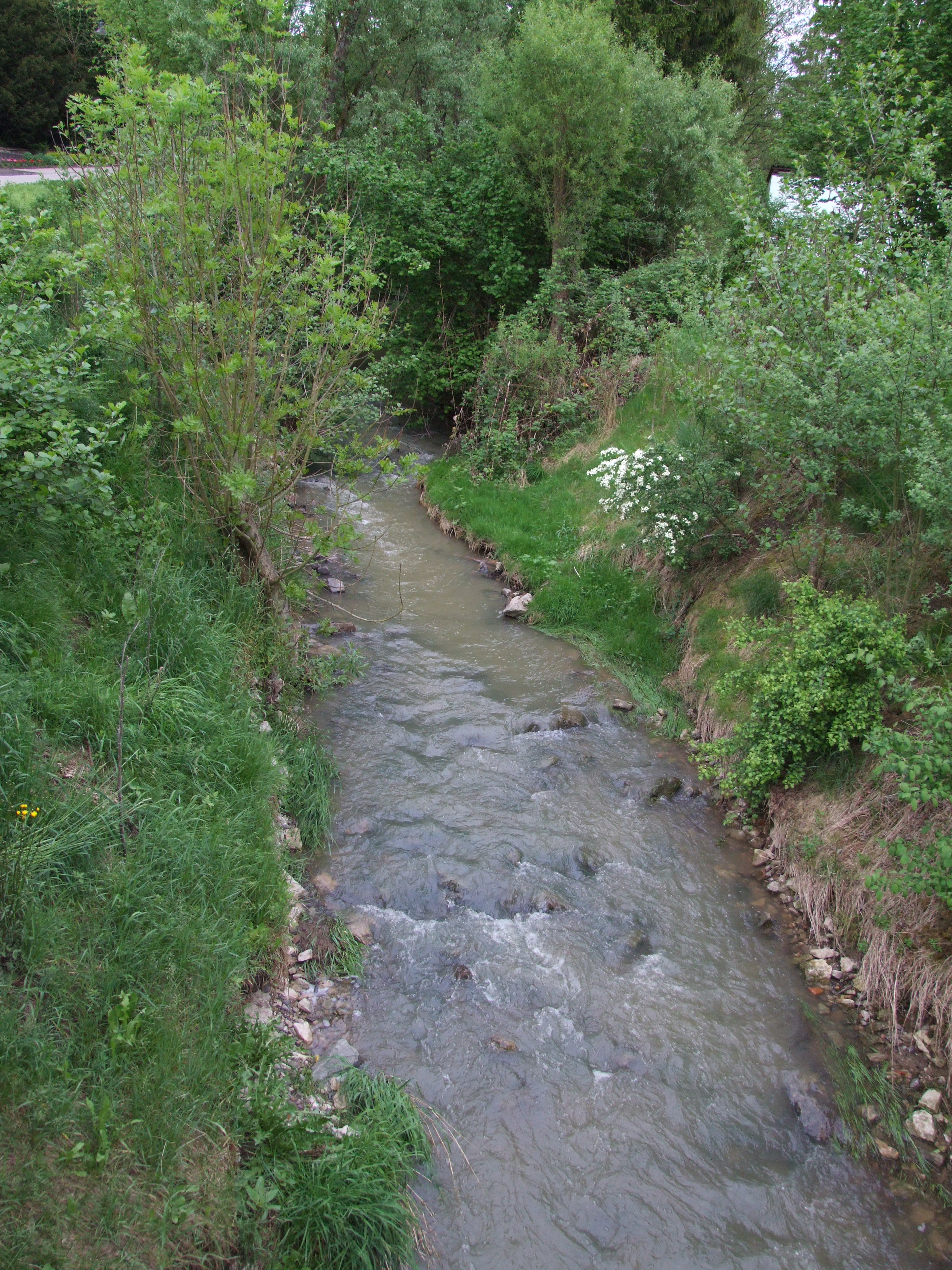
Der Gailbach, Namensgeber für Niedergailbach, fräste im Lauf der Jahrtausende das zerklüftete Tal in die Trias-Gesteinsschichten der Gegend und prägte so die Landschaft.

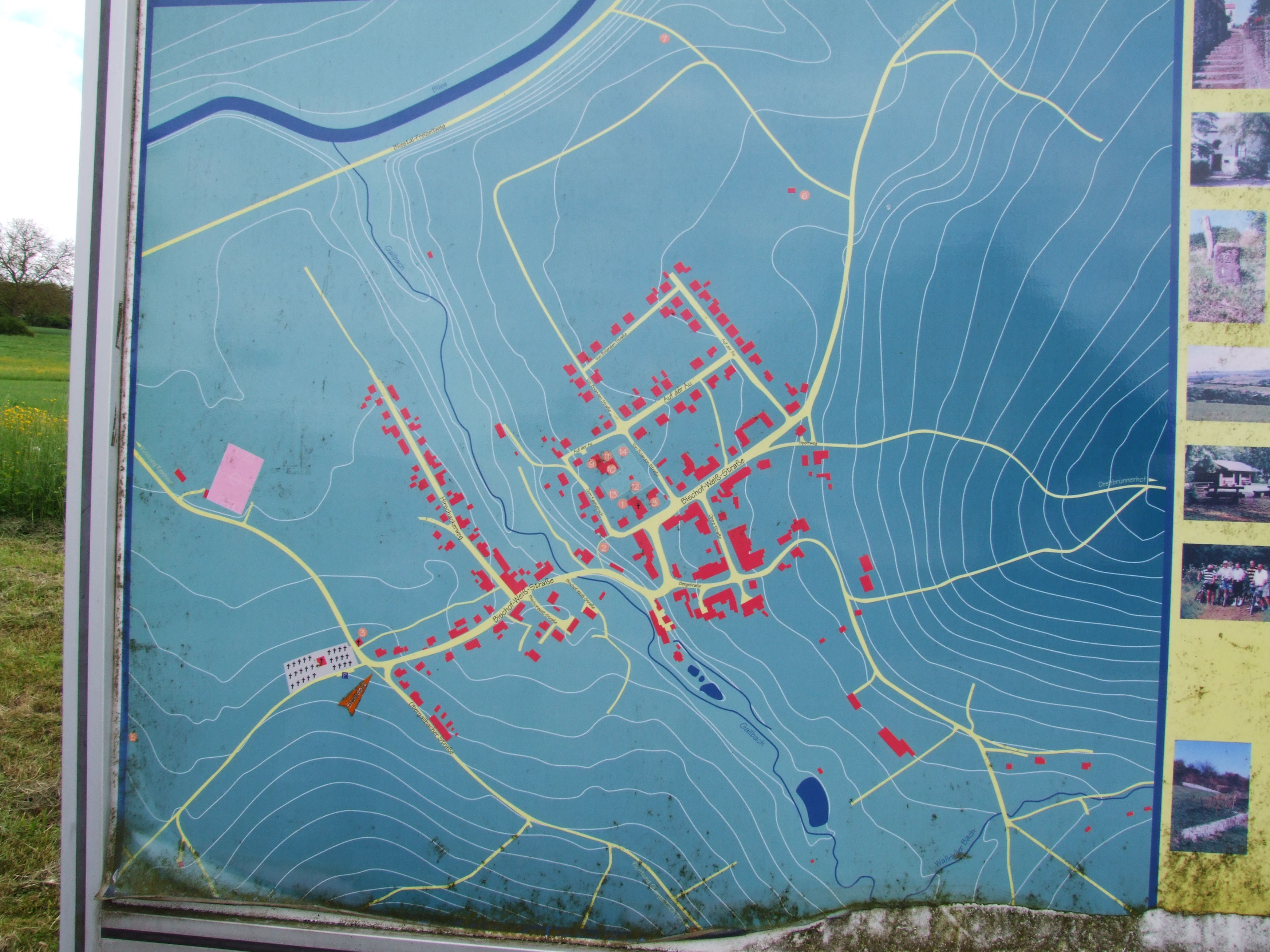
Plan von Niedergailbach

Niedergailbach im Tal (220 m über dem Meeresspiegel) wird umgeben von den Bergen Sperrberg (die Sperr); 348 m ü. NN, Buchenberg (Buchebersch), Buchenbüsch (Bischebisch) und dem Galgenberg 268 m ü. NN, der vor Ort meist Humarich genannt wird.

### Sperrberg, Buchenberg
Die höchste Erhebung ist der Totenkopf mit 387 m über dem Meeresspiegel. Von diesem Berg, der östlich (bachabwärts gesehen rechts) vom Gailbach liegt, gehen zwei lange Bergrücken Richtung Niedergailbach aus. Der eine ist der Sperrberg (die Sperr) und der andere der Buchenberg. Zwischen beiden verläuft das Elleretal in dem der Wallringer Bach fließt, der auch Ellerebach (= Erlenbach) genannt wird. Der Ellerebach entspringt dem Buchenberg und fließt, nachdem er das Elleretal durchmessen hat, in den Gailbach. An der recht steilen Flanke des Sperrbergs zum Elleretal wurde früher an mehreren Stellen der Stein zum Bau der Häuser in Niedergailbach gebrochen. Heute ist dort ein Vogelschutzgebiet ausgewiesen.

### Buchenbüsch, Galgenberg bzw. Humarich
Westlich (bachabwärts gesehen links) vom Gailbach liegt der Buchenbüsch und diesem vorgelagert Richtung Bliestal der Humarich oder Galgenberg. Dem Buchenbüsch entspringt der kleine Bach Litzelbach.
Der Name des Buchenbergs und des Buchenbüschs, in deren oberen Tal Obergailbach liegt, geben Zeugnis von der dort natürlicherweise vorherrschenden Hauptbaumart Buche. Heute wird die Landschaft stark von Grünland und Feldern geprägt, auch von inzwischen oft vernachlässigten Obstwiesen und kleinen Waldstücken. Diese Vielfalt und die Streuobstwiesen führen zu einer großen Artenvielfalt.

### Geologie, Triasmulde, Muschelkalk

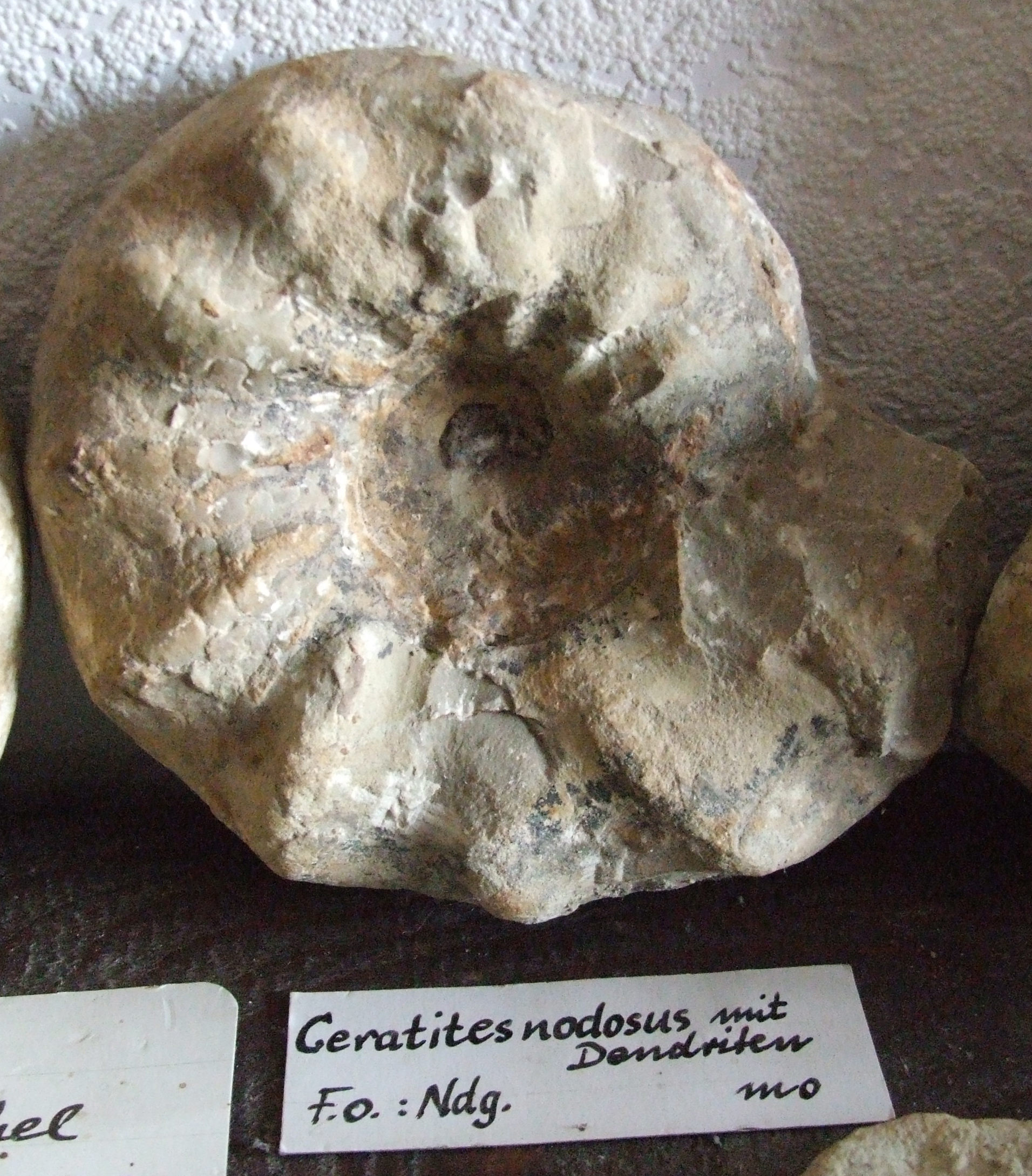
Ackerfund in Niedergailbach: Versteinerung eines knotigen Ammoniten (Ceratites nodosus) mit Dendriten

Geologisch gesehen liegt der Ort Niedergailbach in der sogenannten Saargemünd-Zweibrücker Triasmulde. Für die Region charakteristisch sind die Ablagerungen des Muschelkalks. Die Erdschichten verlaufen mit etwa 3 Grad Neigung Richtung Blies. Der mittlere Muschelkalk ist wasserundurchlässig. Deshalb läuft Regenwasser in die örtlichen Berge, wird aber von dieser in mittlerer Höhe gelegenen Schicht gestoppt und tritt der Neigung der Schicht nachlaufend an einem Quellhorizont wieder aus.
Im oberen Bereich der Berge kann unter den beim Ackerbau aufgewühlten Feldsteinen immer wieder Versteinerungen von Muscheln und Ammoniten aus der Zeit des Trias finden.
An der Kleinen Steige liegt Dolomit-Schiefer offen.

### Fläche

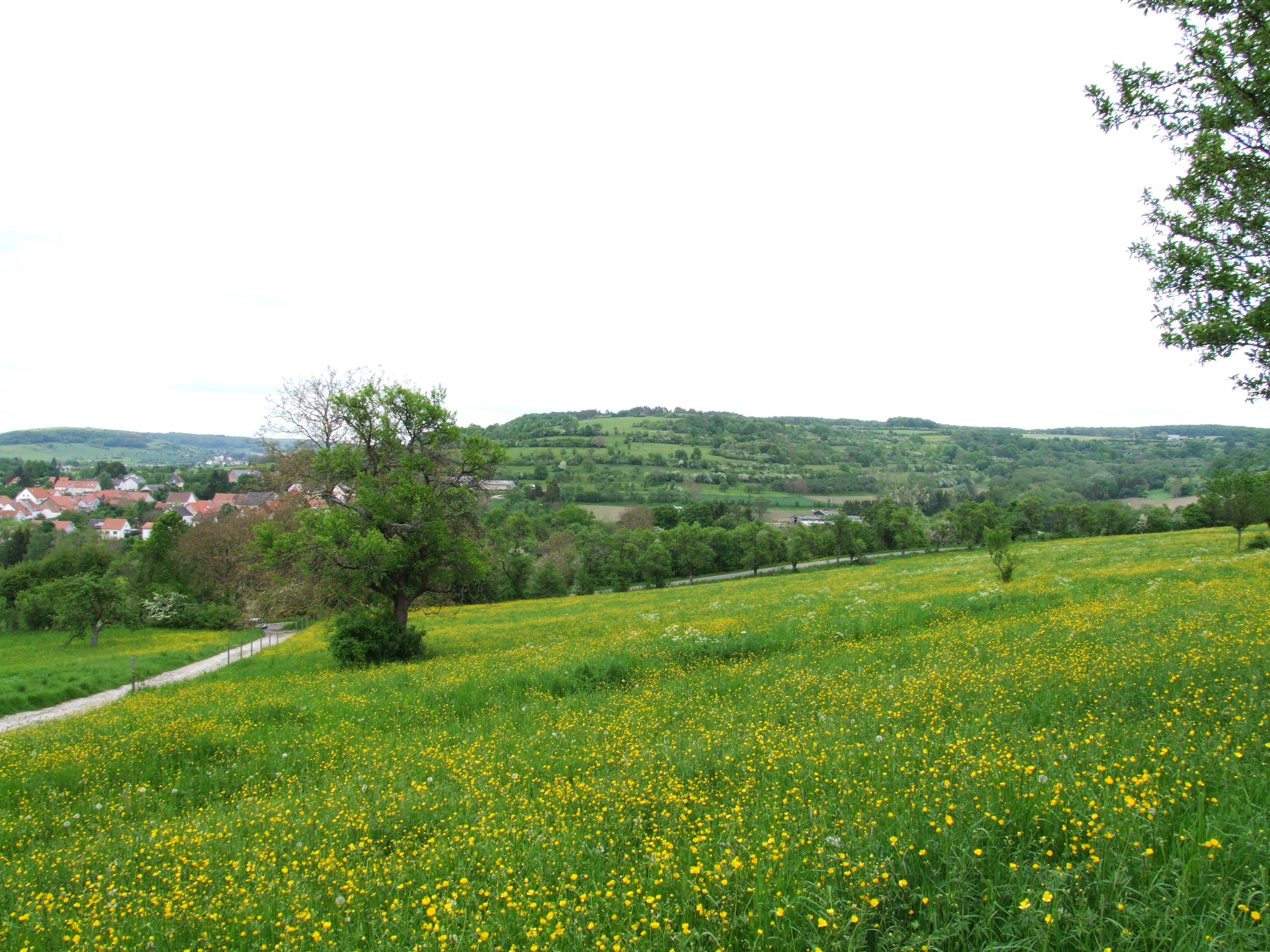
Blick von Buchenbüsch auf den Sperrberg, links Niedergailbach

Die früher selbstständige Gemeinde Niedergailbach ist seit 1974 einer von neun Ortsteilen der Gemeinde Gersheim. Die Gemarkung erstreckt sich über eine Fläche von 519 ha, davon sind 320 ha landwirtschaftliche Fläche, 130 ha Forst und 20 ha bebaute Ortslage. Es gibt 14 Vereine und Verbände.

## Geschichte
Die Grenzlage zu Frankreich prägte die Geschichte von Niedergailbach entscheidend. Häufiger Wechsel der territorialen Zugehörigkeit war das Schicksal des Bliesgaudorfes, das um 1150 zum ersten Mal urkundlich erwähnt wurde (damals zugehörig zur Herrschaft Bitsch im Herzogtum Lothringen). Archäologische Funde reichen jedoch in die Steinzeit zurück. Auch aus römischer Zeit fanden sich Siedlungsreste.
Bemerkenswert ist das sogenannte Reitergrab in Niedergailbach, weil nur zwei weitere ähnliche Gräber in Deutschland bekannt sind. Nach jüngsten Forschungen wird es zwischen 1609 und 1733, faktisch aber eher in die Mitte des 17. Jahrhunderts datiert.
Am 1. Januar 1974 wurde Niedergailbach in die Gemeinde Gersheim eingegliedert.

### Zeitleiste
- 1297: Im Rahmen eines Austauschvertrages wird die Herrschaft Bitsch als Lehen an den Grafen von Zweibrücken übergeben.
- 1606: Gemäß dem Vertrag mit der Grafschaft Hanau-Lichtenberg gehört Niedergailbach erneut zum Herzogtum Lothringen.
- 1766: Der Ort kommt zum Königreich Frankreich.
- 1783: Niedergailbach wechselt durch Tausch in die Herrschaft Blieskastel (von der Leyen).
- 1814: Eine Seuche (Hitzige Krankheit) bricht aus. Viele Einwohner sterben.
- 1816: Niedergailbach kommt jetzt zum königlich-bayerischen Rheinkreis (Pfalz).
- 1935: Nach der Saarabstimmung wird das Saargebiet in das Deutsche Reich eingegliedert.
- 1939/45: Zweiter Weltkrieg: Die Kirche, die Schule sowie die meisten Häuser werden zerstört. Im Rahmen der Evakuierung der Roten Zone wird die Dorfbevölkerung zweimal für längere Zeit in andere Regionen Deutschlands evakuiert.
- 1947: Das Saarland kommt erneut politisch und wirtschaftlich näher zu Frankreich.
- 1957: Nach der Abstimmung über das Saarstatut im Jahre 1955 erfolgt die politische Eingliederung in die Bundesrepublik Deutschland.
- 1974: Die kommunale Selbstständigkeit endet. Niedergailbach wird zum Gemeindebezirk von Gersheim.

## Politik

### Ortsrat
Sitzverteilung im Ortsrat (Kommunalwahl 2019 in Mehrheitswahl):
- CDU: 9 Sitze

### Ortsvorsteher
Ortsvorsteher ist Martin Vogelgesang (CDU).

### Wappen
Das Wappen ist geviert. Oben rechts und unten links in Rot ein goldener Wellenbalken: Der Gailbach hat dem Ort seinen Namen gegeben. Oben links in Gold: Der rote Löwe der Grafen von Zweibrücken-Bitsch. Unten rechts in Gold: Der gestümmelte rote Adler (Alérion) der Herzöge von Lothringen.
Das Wappen des Ortsteils symbolisiert einmal den Ortsnamen und zum anderen die territoriale Zugehörigkeit des Ortes über Jahrhunderte hinweg.

## Dorfbild

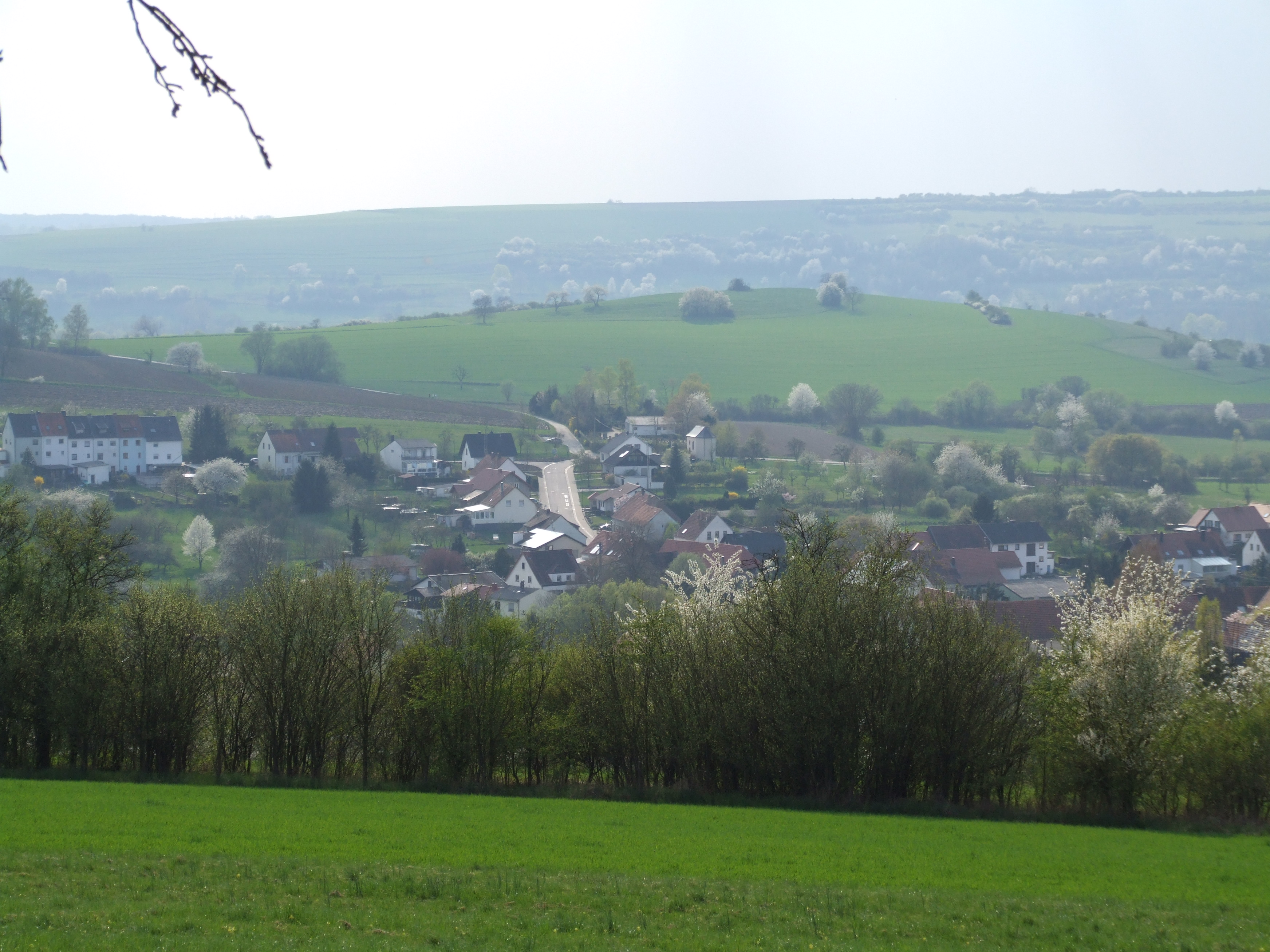
Blick vom Sperrberg über Niedergailbach auf den Humarich

Durch die Kriegseinwirkungen ist von der alten Bausubstanz in Niedergailbach nur wenig erhalten geblieben. 82 % der Häuser waren teilweise stark beschädigt beziehungsweise zerstört. Von den rund 160 Häusern sind nur noch 13 % von vor 1900, 13 % aus dem Zeitraum zwischen 1900 und 1940 und 70 % stammen aus der Mitte des 20. Jahrhunderts. Die alte Bausubstanz konzentriert sich im Bereich um die Kirche, Obere Straße und Bergstraße. Hinzu kommen die Gebäude der ehemaligen Mühle Folz.
Bei den älteren Gebäuden herrscht das Südwestdeutsche Einhaus vor. Die Wege von Haus und Scheune sind mit heimischen unbehauenen Kalksteinen gepflastert oder „gestückt“. Zwischen den Zugängen liegen Grünflächen. Oft ist noch eine Bank und ein Hausbaum vorhanden.
Nach dem Zweiten Weltkrieg löste sich Niedergailbach allmählich aus seiner bäuerlichen Struktur, ohne sie ganz zu verlieren.
Im Jahr 2001 gewann das Dorf die Goldmedaille beim Wettbewerb Unser Dorf soll schöner werden – Unser Dorf hat Zukunft.

## Kirchen und Denkmäler

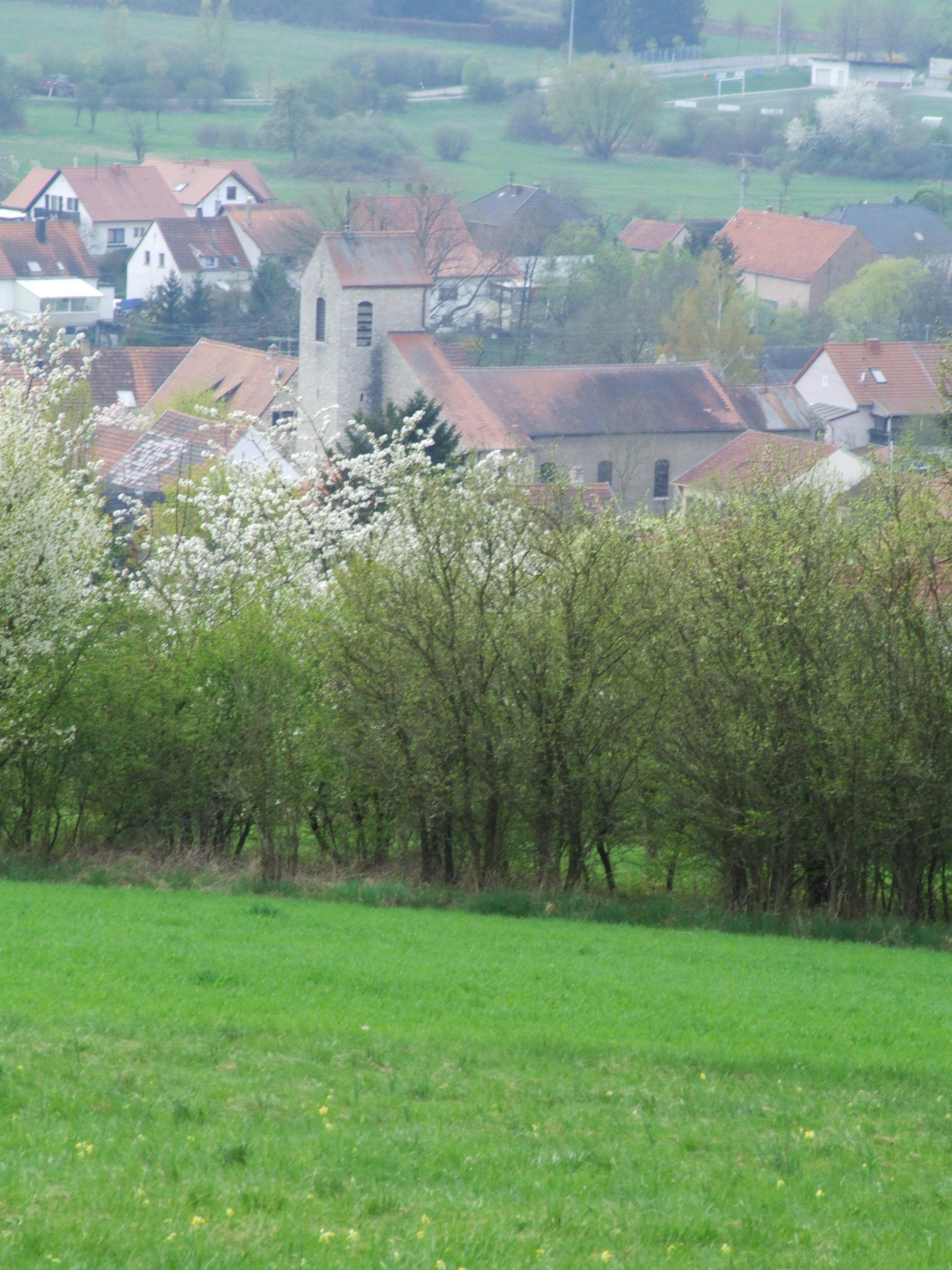
Bruder-Klaus-Kirche vom Sperrberg aus gesehen

### Kirchen

#### Bruder-Klaus-Kirche
Als Kirche der katholischen Gemeinde dient seit der Weihe am 28. August 1954 die Pfarrkirche Hl. Nikolaus von der Flüe kürzer auch Bruder-Klaus-Kirche. Die Kirche ist dem Schweizer Friedensheiligen Nikolaus von Flüe geweiht. Als Baumaterial für das Kirchenschiff und den 18 Meter hohen Turm wurde heimischer Kalkstein verwendet. Ausgemalt und mitgestaltet wurde sie von Richard Seewald.
Die 1721 errichtete Vorgängerkirche, die dem Heiligen Hubertus geweiht war, wurde im Zweiten Weltkrieg zerstört.

#### Marienkapelle
Am Friedhof wurde eine Marienkapelle errichtet, die mit einer Holznachbildung, ausgeführt von einem Oberammergauer Holzschnitzer, der Madonna von Stalingrad von Kurt Reuber ausgeschmückt wurde. Die Marienkapelle wurde 1816 erbaut, 1856 vergrößert und umgebaut, 1939/1945 im Krieg zerstört und 1968 renoviert und neu gestaltet. Am 4. Mai 1968 wurde sie als Friedenskapelle geweiht und unter den Schutz der Madonna von Stalingrad gestellt.

#### Galerie Marienkapelle und Stalingradmadonna

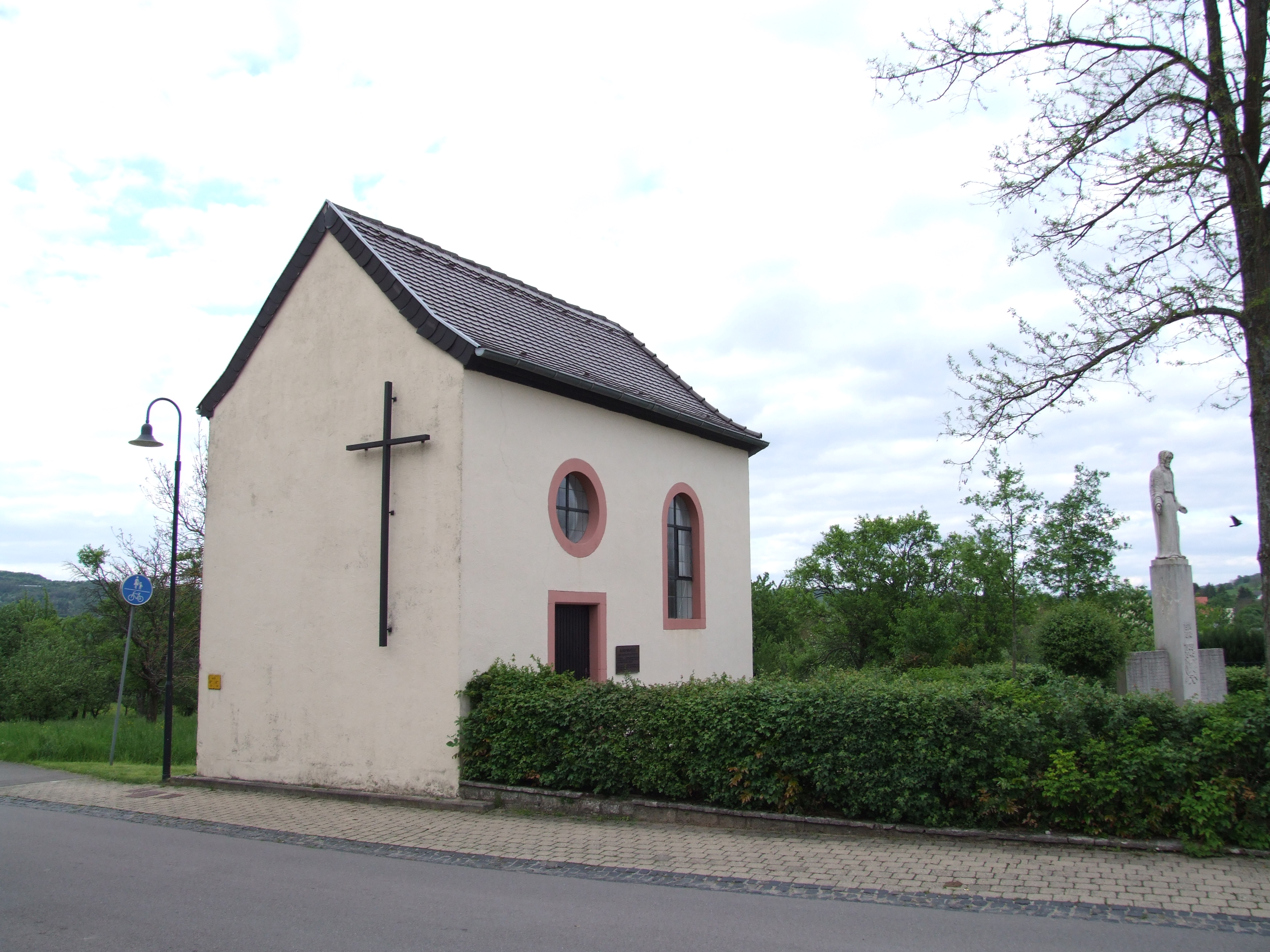
Marienkapelle Niedergailbach von Südwesten
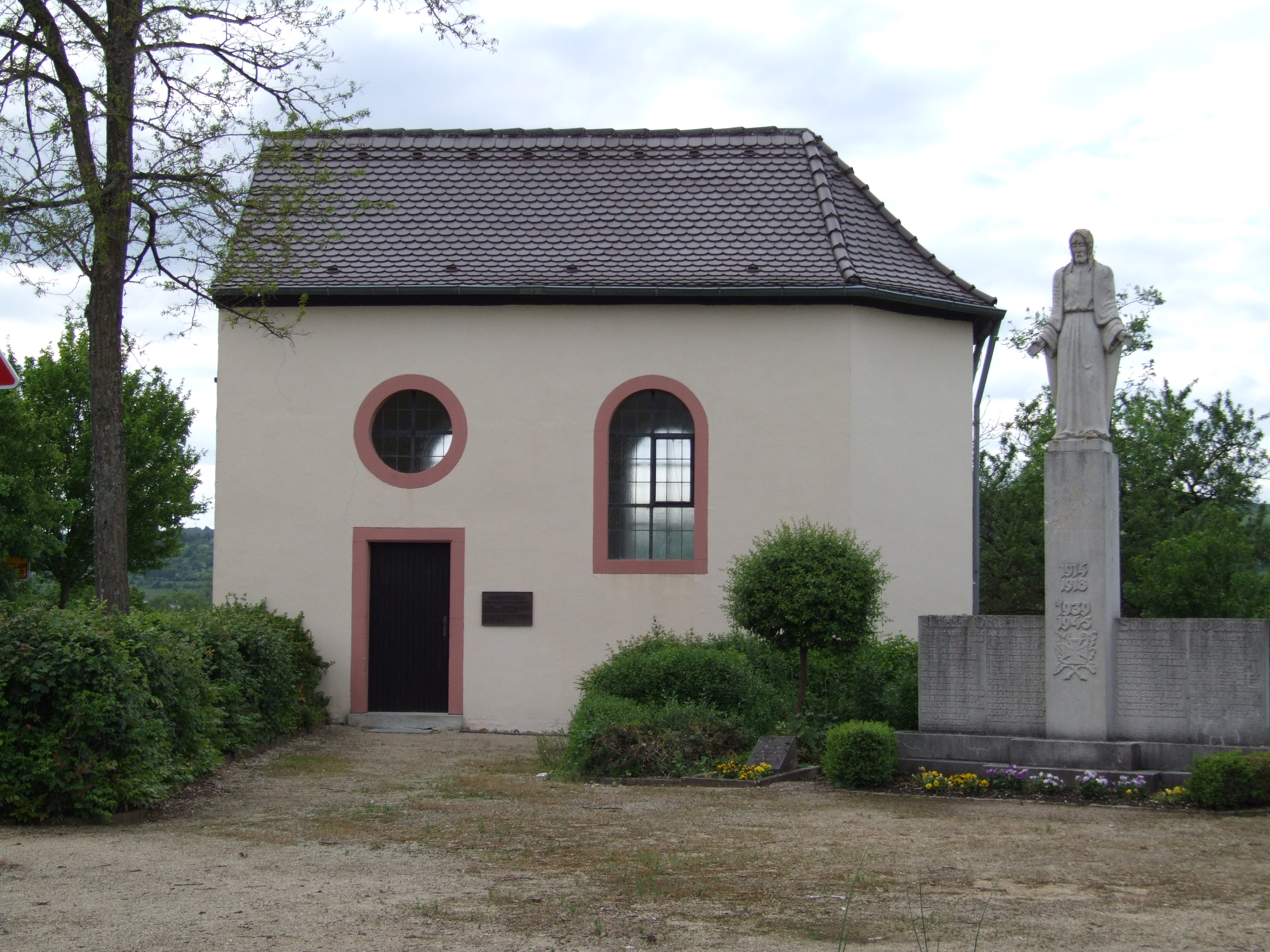
Marienkapelle von Süden, rechts Gefallenendenkmal für die Gefallenen des Ersten und Zweiten Weltkrieges
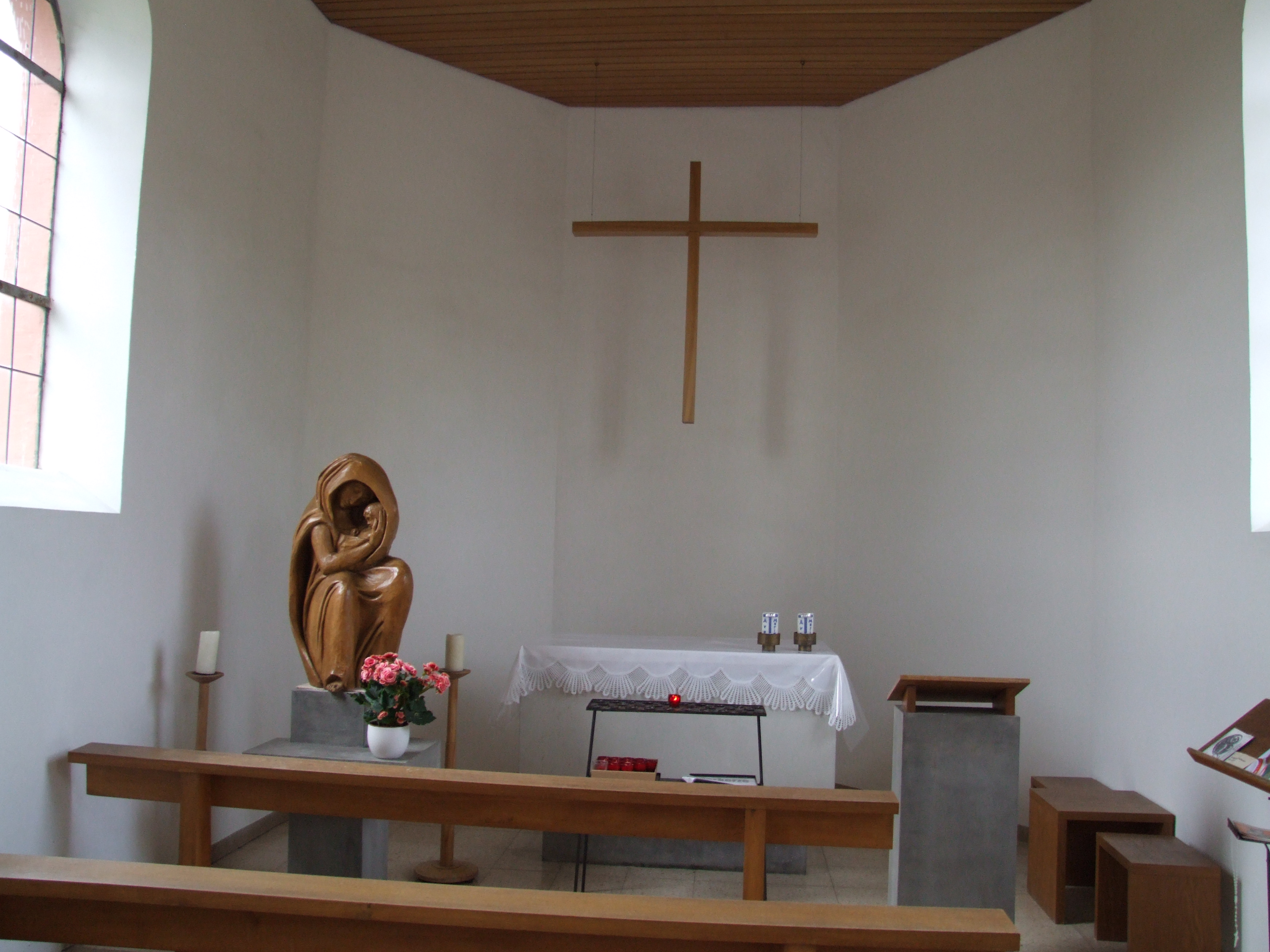
Altarraum Marienkapelle Niedergailbach
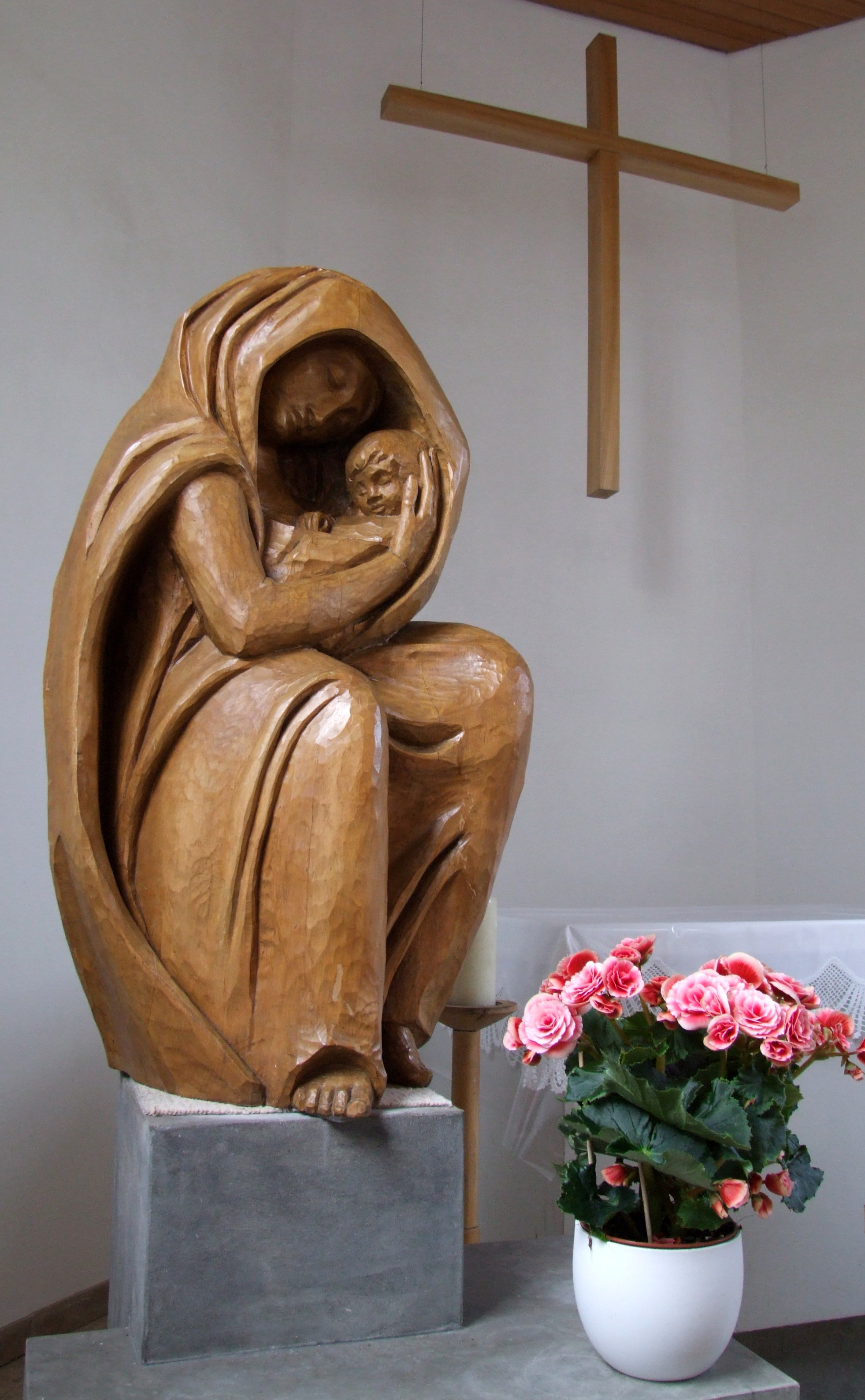
Reproduktion der Stalingradmadonna Niedergailbach

### Kleine Steige
Bei der unter Denkmalschutz stehenden „Kleinen Steige“ handelt es sich um eine Treppenanlage, die das Oberdorf mit dem Unterdorf verbindet. Sie wurde im 19. Jahrhundert von Niedergailbacher Bürgern aus Kalkstein errichtet. Kriegseinwirkungen und Verwitterung machten eine Restaurierung nötig. Zuletzt wurde das Bauwerk 1986/1987 restauriert.

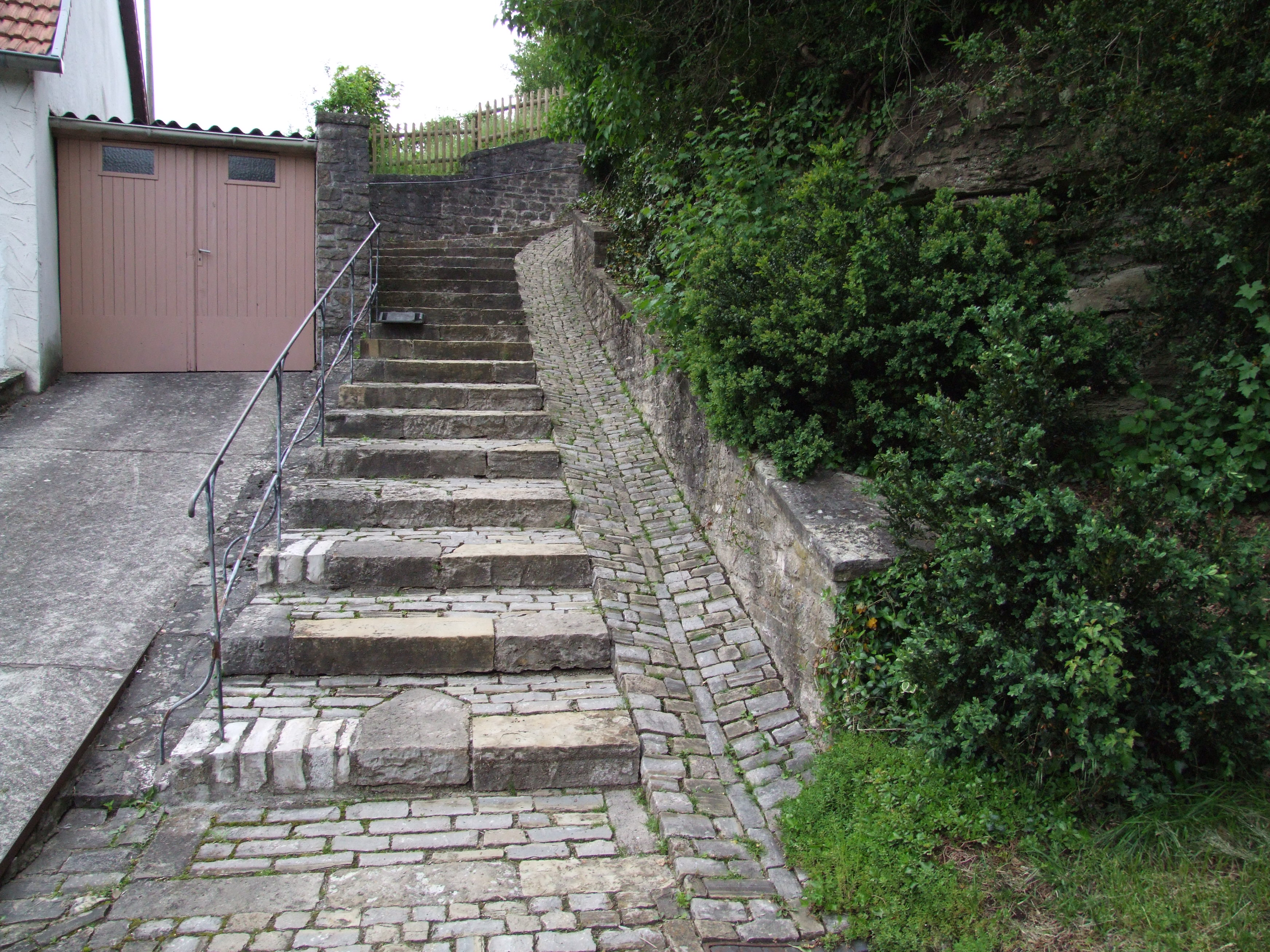
Einstieg in die Kleine Steige im Unterdorf
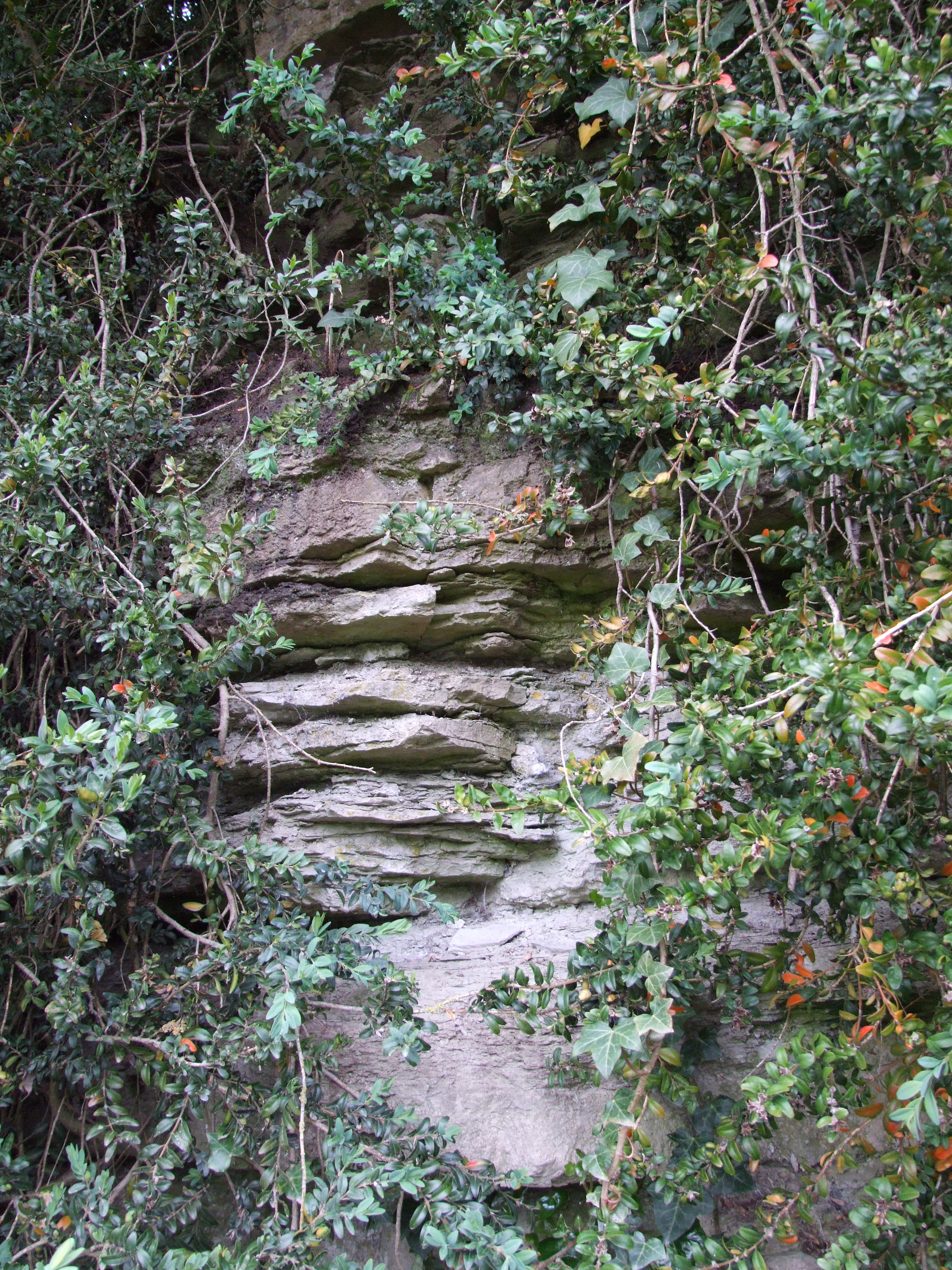
Beim Aufstieg am Abhang sichtbar: Dolomit-Schiefer
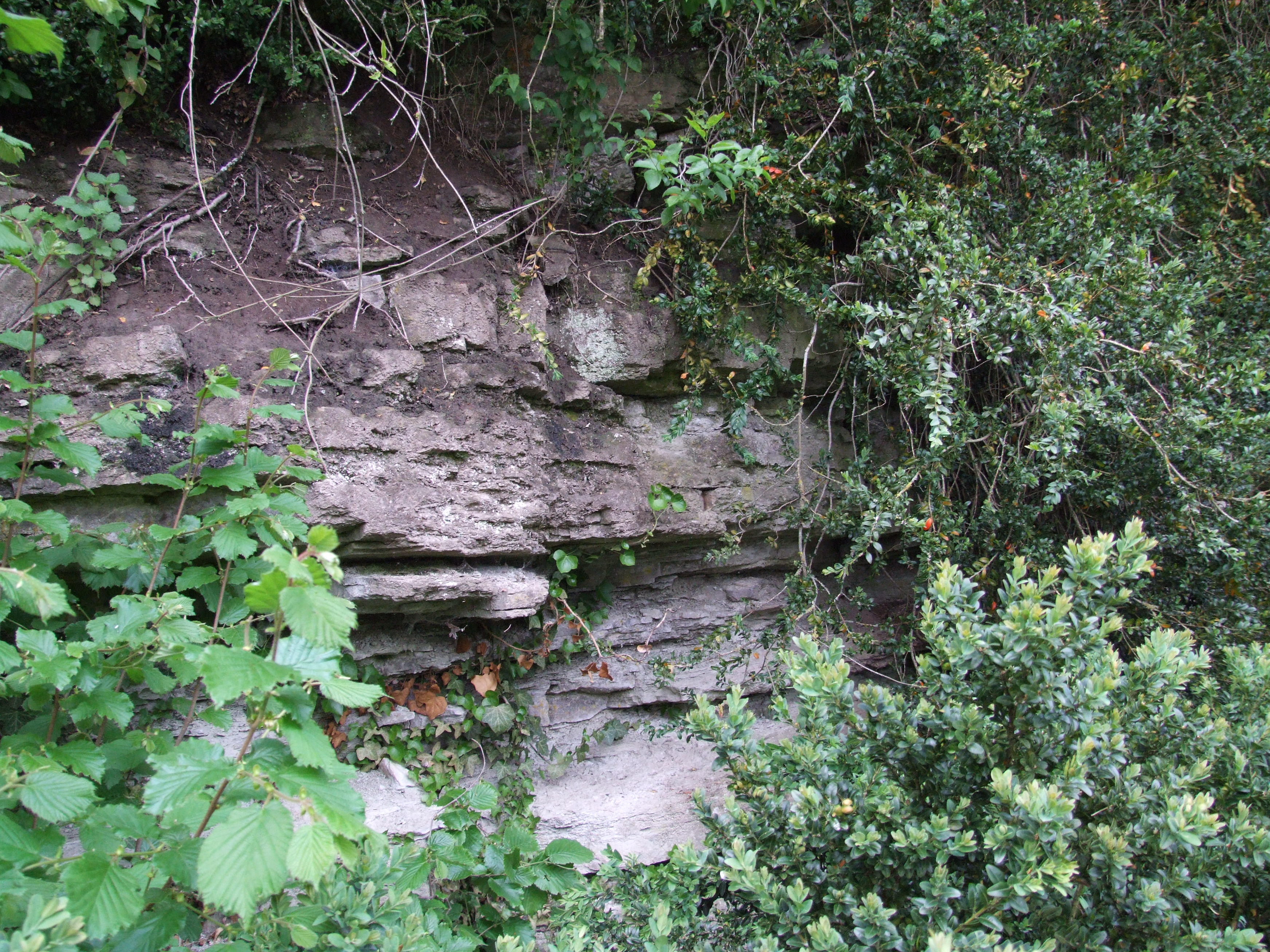
Detail: freigelegter Dolomitschiefer
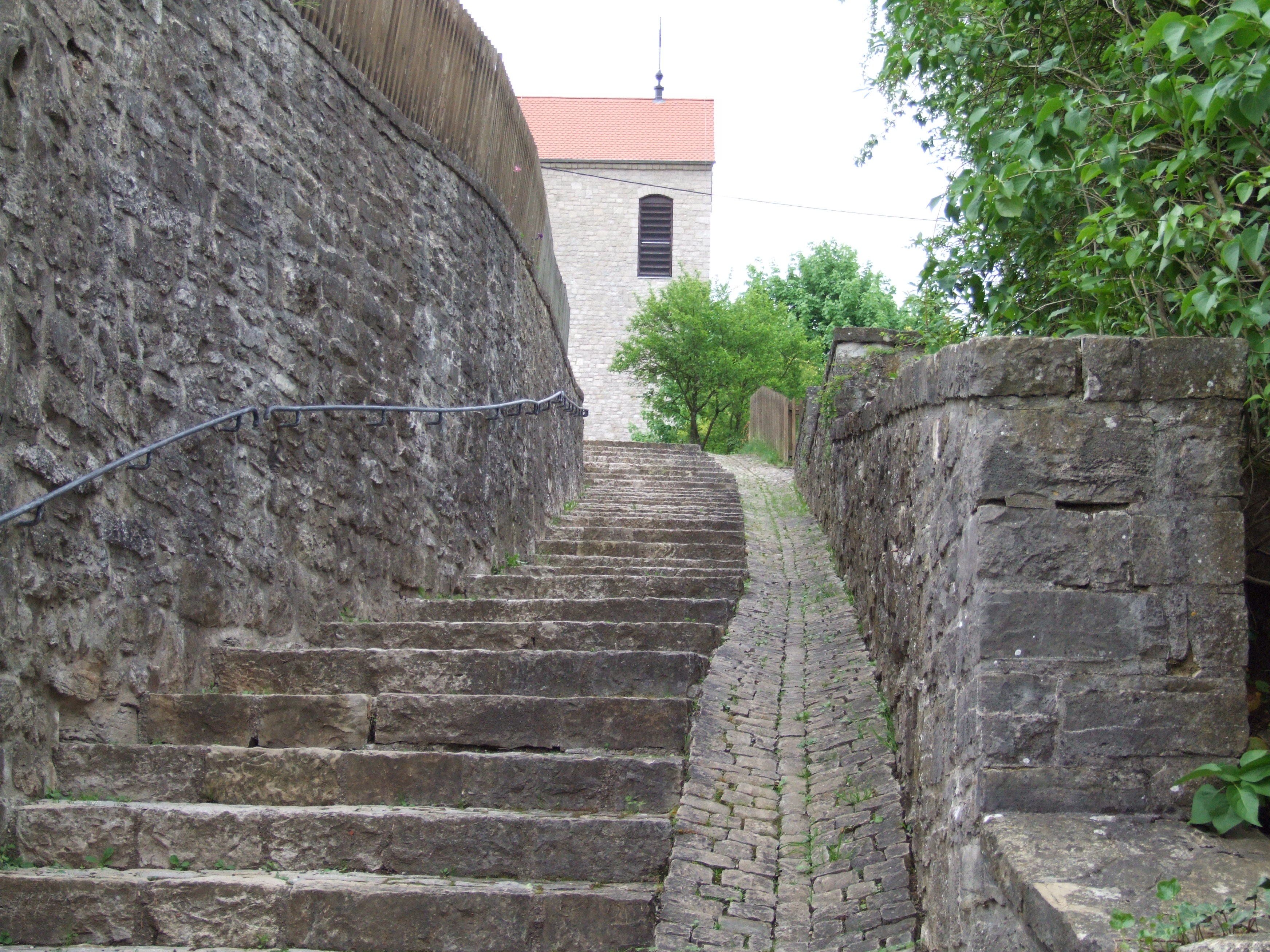
Blick vom Zwischenabsatz der Kleinen Steige auf die Bruder-Klaus-Kirche

### Dorfbrunnen
Nach Herstellung der Wasserversorgung blieb von ehemals sechs öffentlichen Brunnen einer übrig. Dieser im Jahre 1758 ursprünglich errichtete Brunnen wird von einem neugotischen Brunnenstock aus Sandstein geziert. Vom staatlichen Konservatoramt wird die Anlage als schützens- und erhaltenswertes Bauwerk eingestuft. Im Jahre 1990 wurde der Brunnentrog restauriert. Seit 1981 wurden im Ort vier neue Brunnen aus heimischen Materialien (Kalkstein und Sandstein) errichtet.

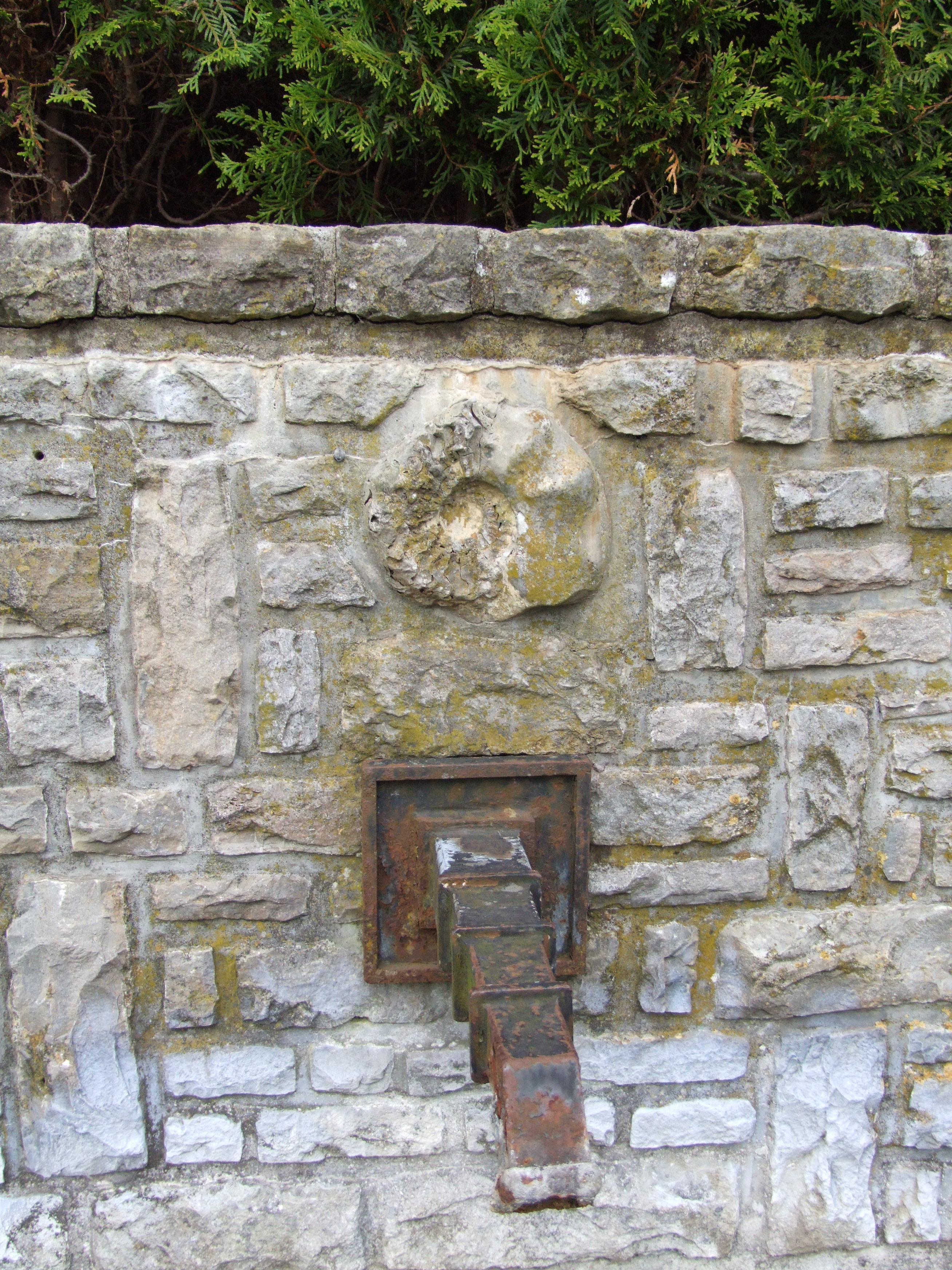
Brunnen an der Weggabelung Bischof-Weiß-Straße und Sperrweg, der zum Sperrberg führt, Detail Quellhahn und darüber eingemauerter Ammonit
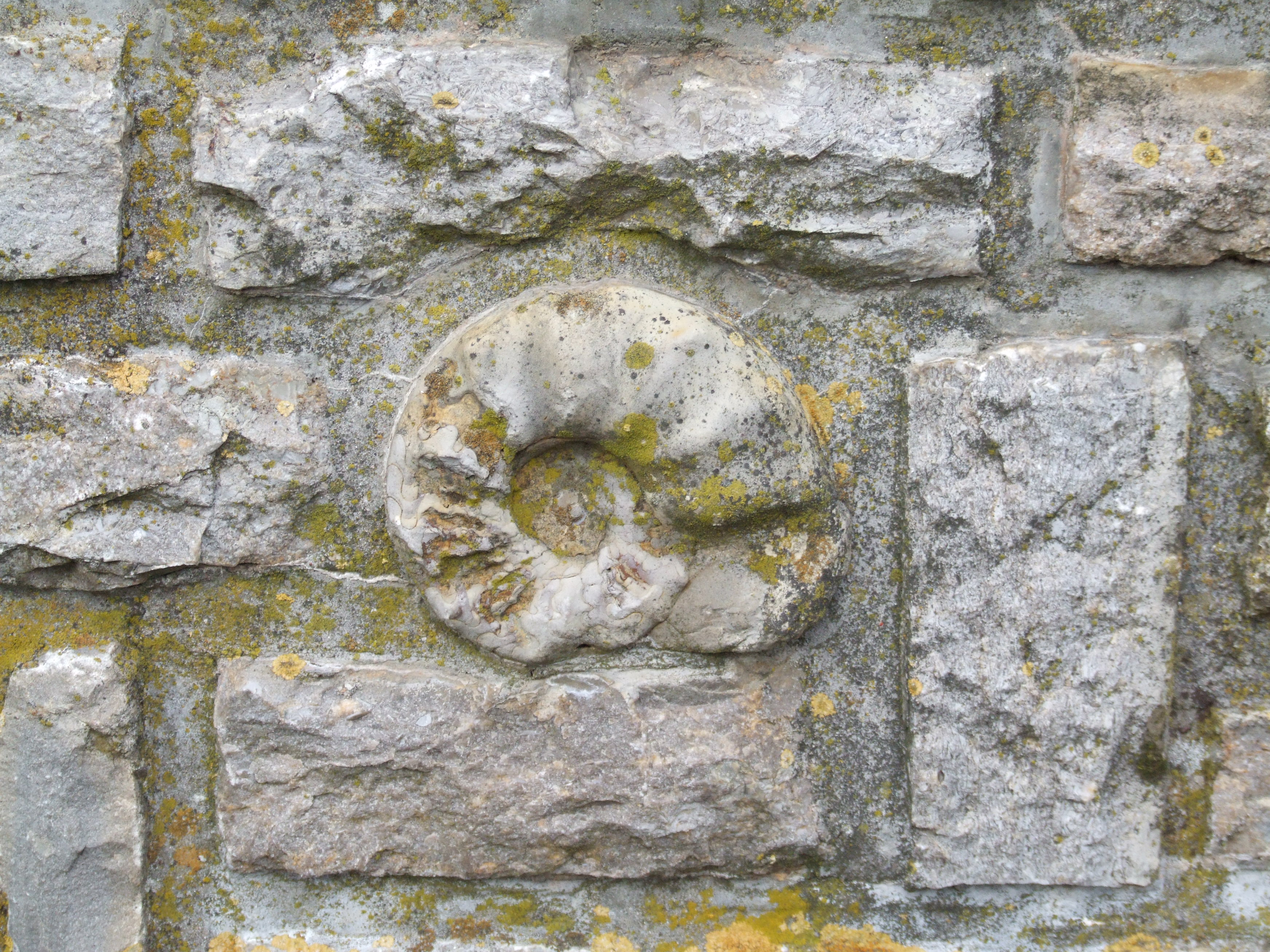
Brunnen an der Gabelung zum Sperrweg, Detail eingemauerter Ammonit
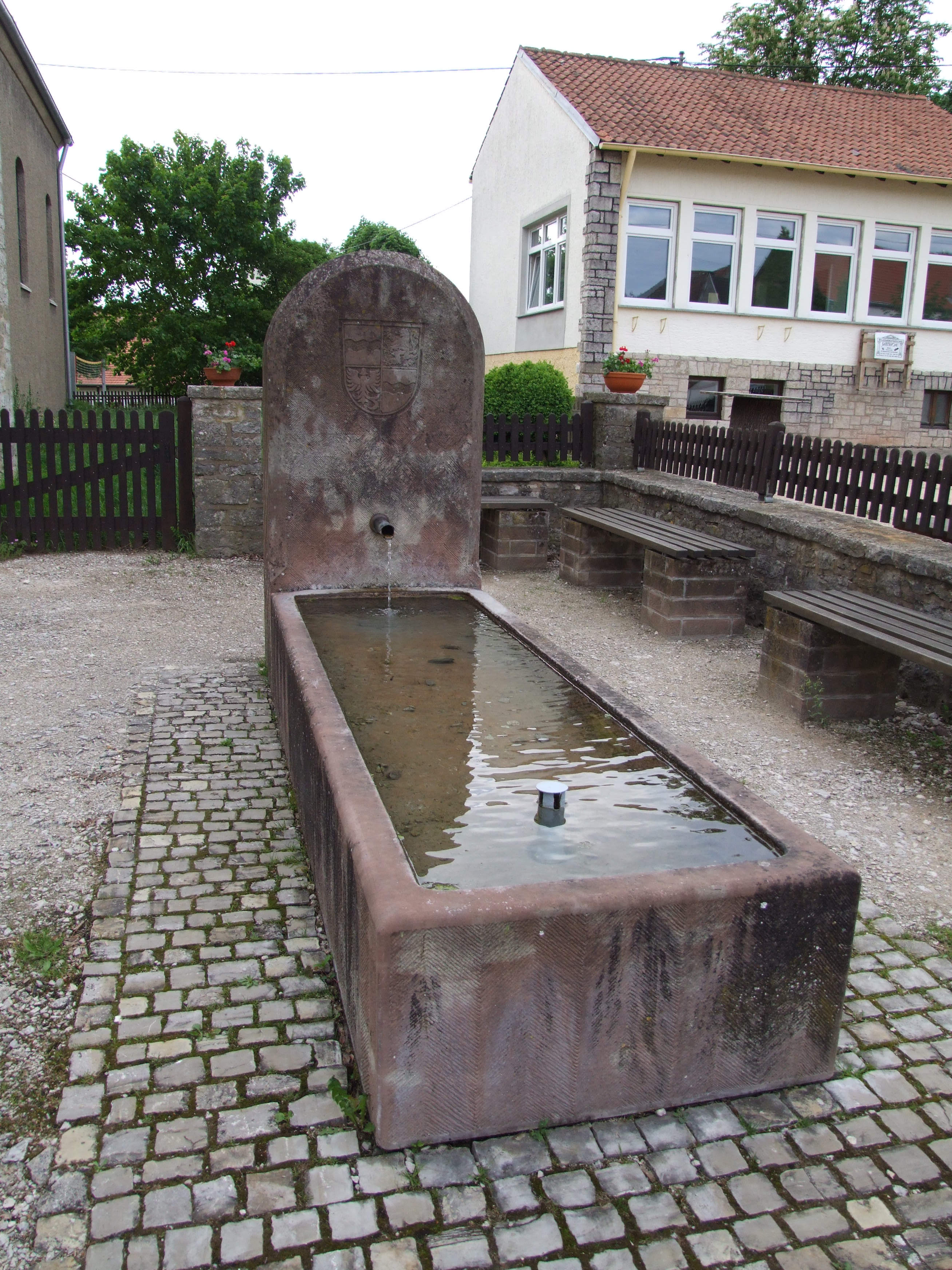
Brunnen an der Bruder-Klaus-Kirche, rechts ehemaliger Kindergarten von Niedergailbach
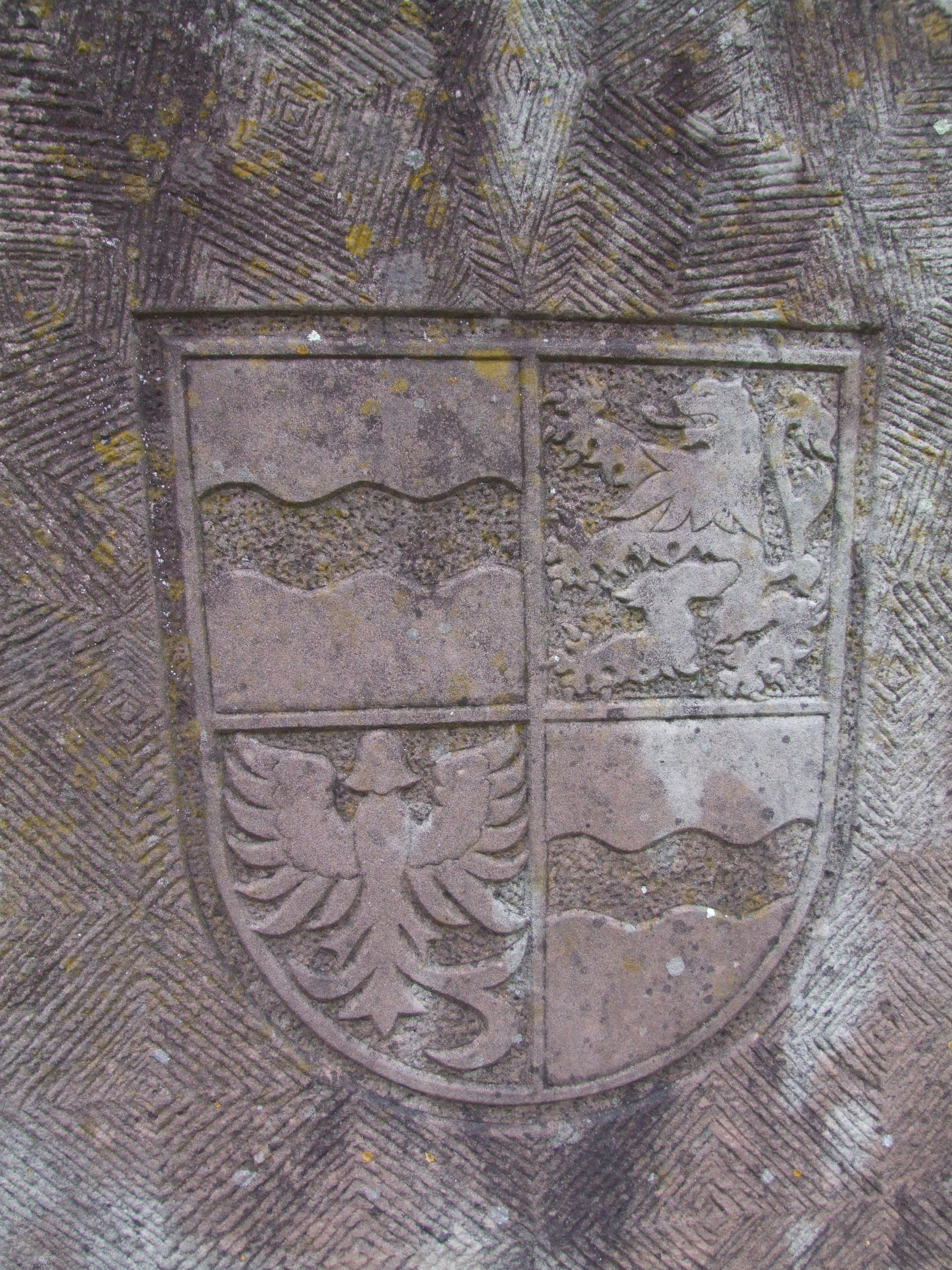
Wappen von Gelbach am Kirchenbrunnen
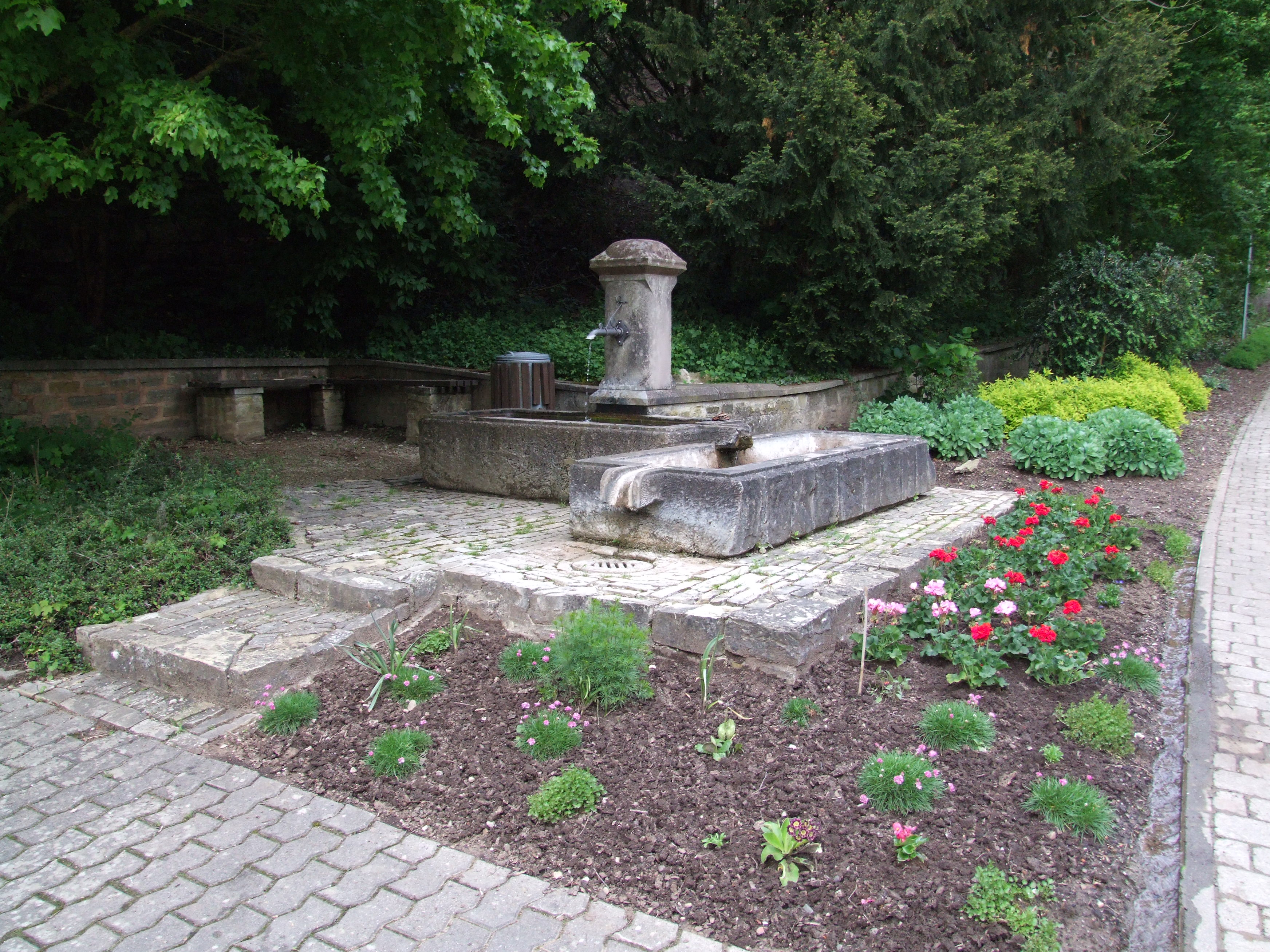
Brunnen zwischen Kleiner und Großer Steige, östlich des Gailbachs
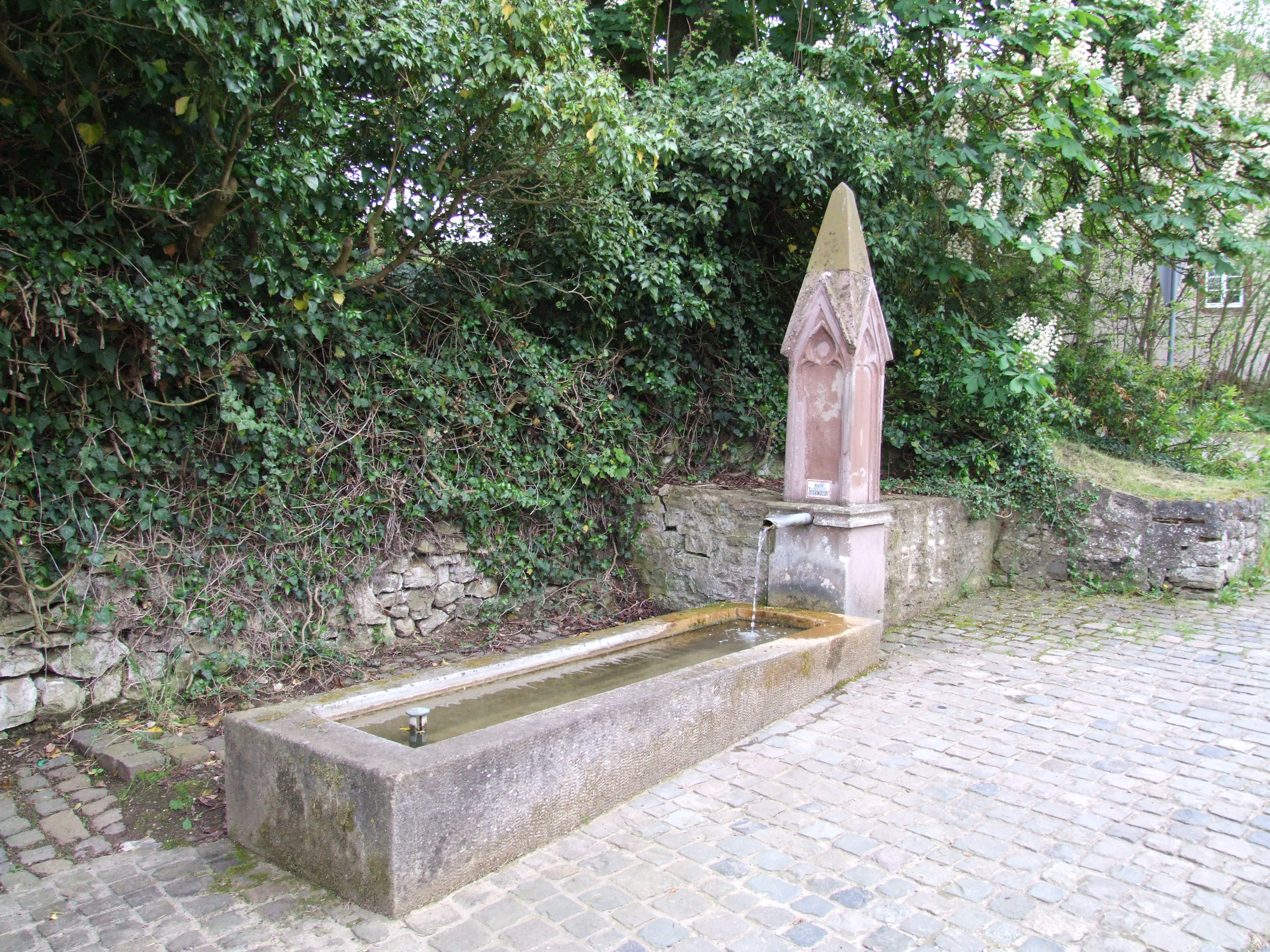
Brunnen mit neugotischem Brunnenstock westlich der Brücke über den Gailbach

### Wegekreuze
- In der Bischof-Weis-Straße, am alten Dorfbrunnen, steht ein hohes, reich bebildertes Kreuz aus dem 18. Jahrhundert, das 1999 restauriert wurde. Den Schaft schmücken Reliefs von Maria und Johannes; auf dem Sockel ist Katharina mit Rad zu erkennen, während die Figur an ihrer Seite als Josef gedeutet werden kann.

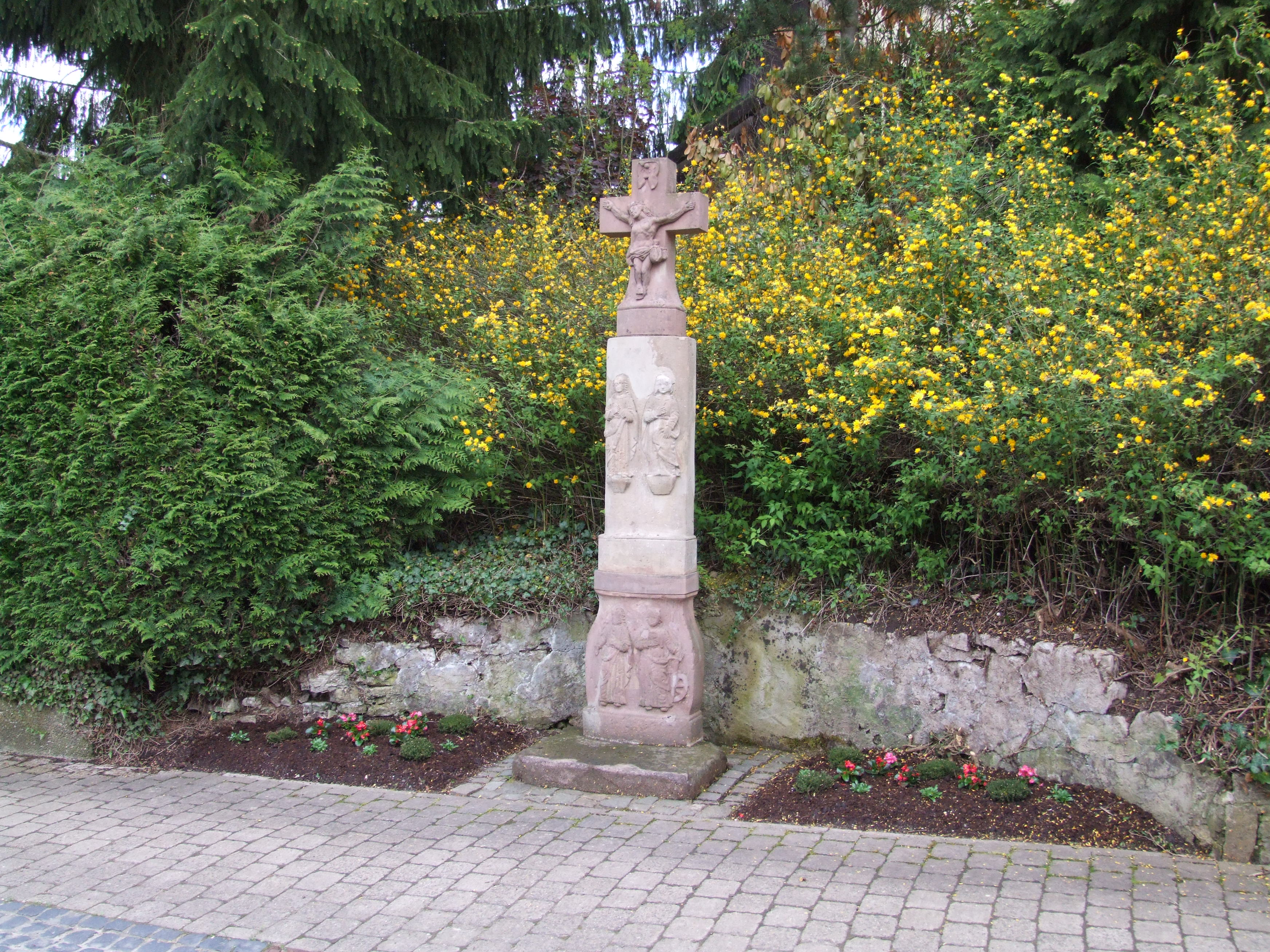
Wegekreuz westlich des Gailbachs (Gelbach) an der Bischof-Weis-Straße, Nähe neugotischer Brunnenstock
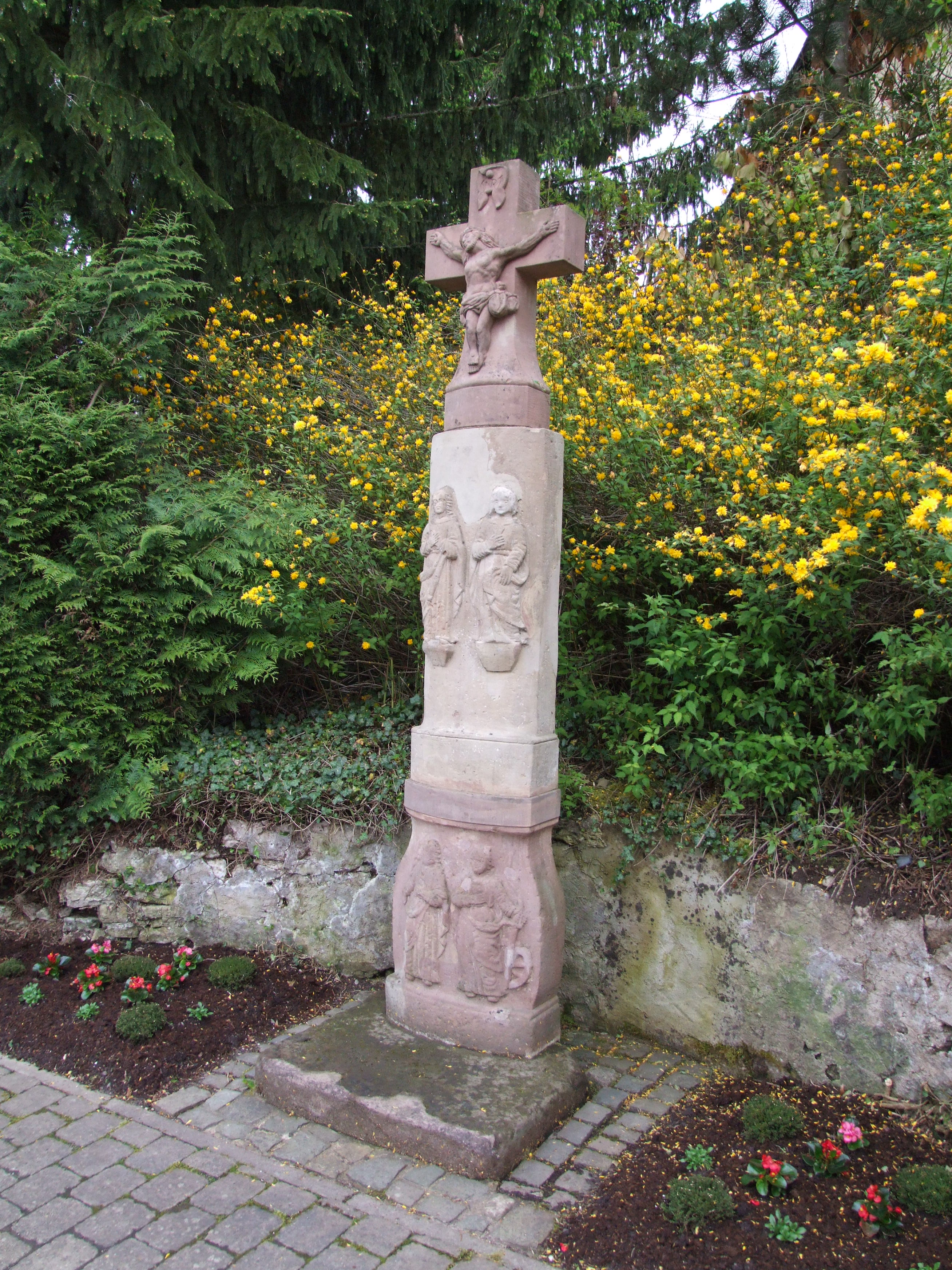
Nahaufnahme des Wegekreuzes
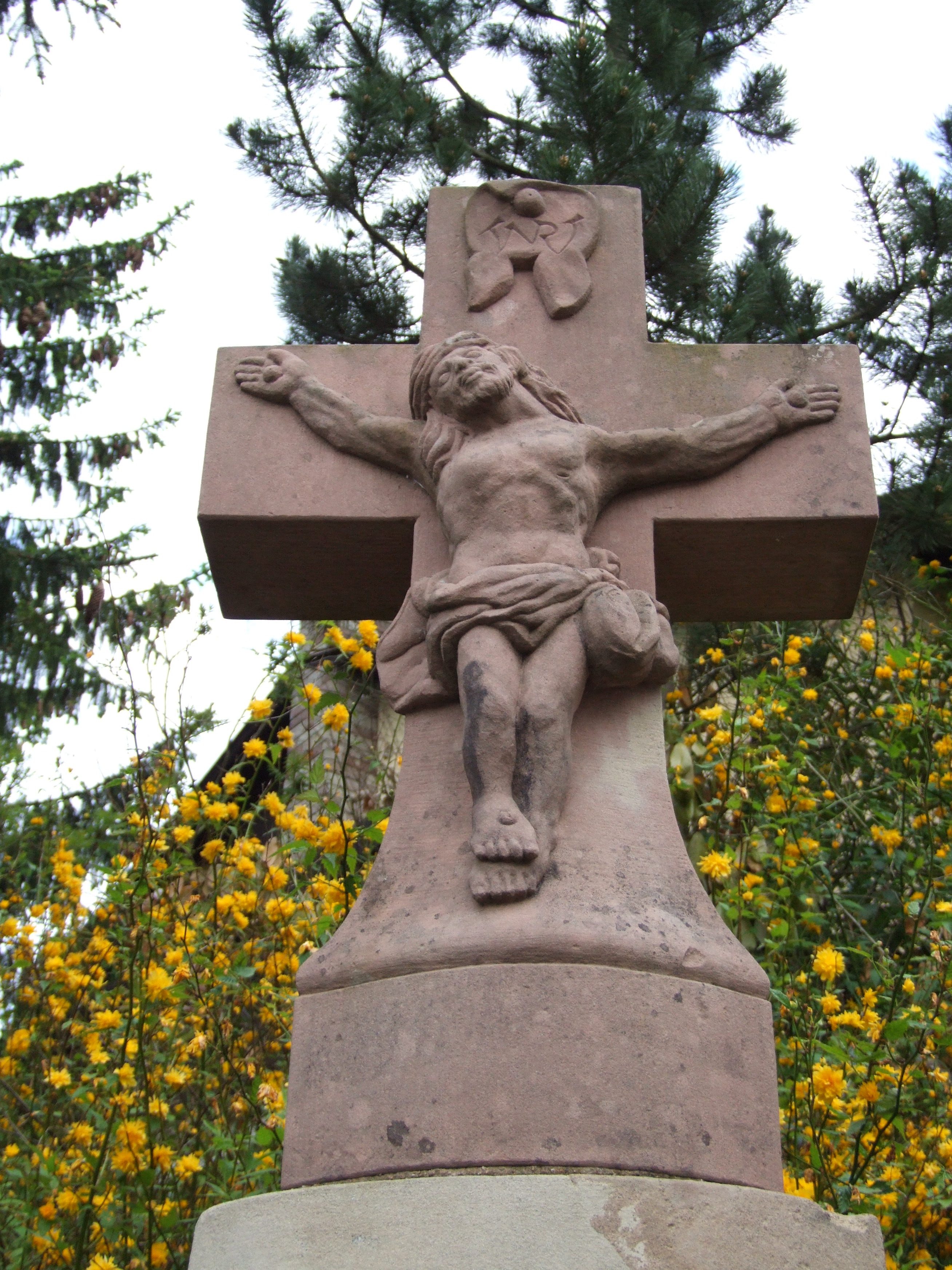
Wegekreuz Bischof-Weiß-Str. im Gelbachtal, Detail Kreuz
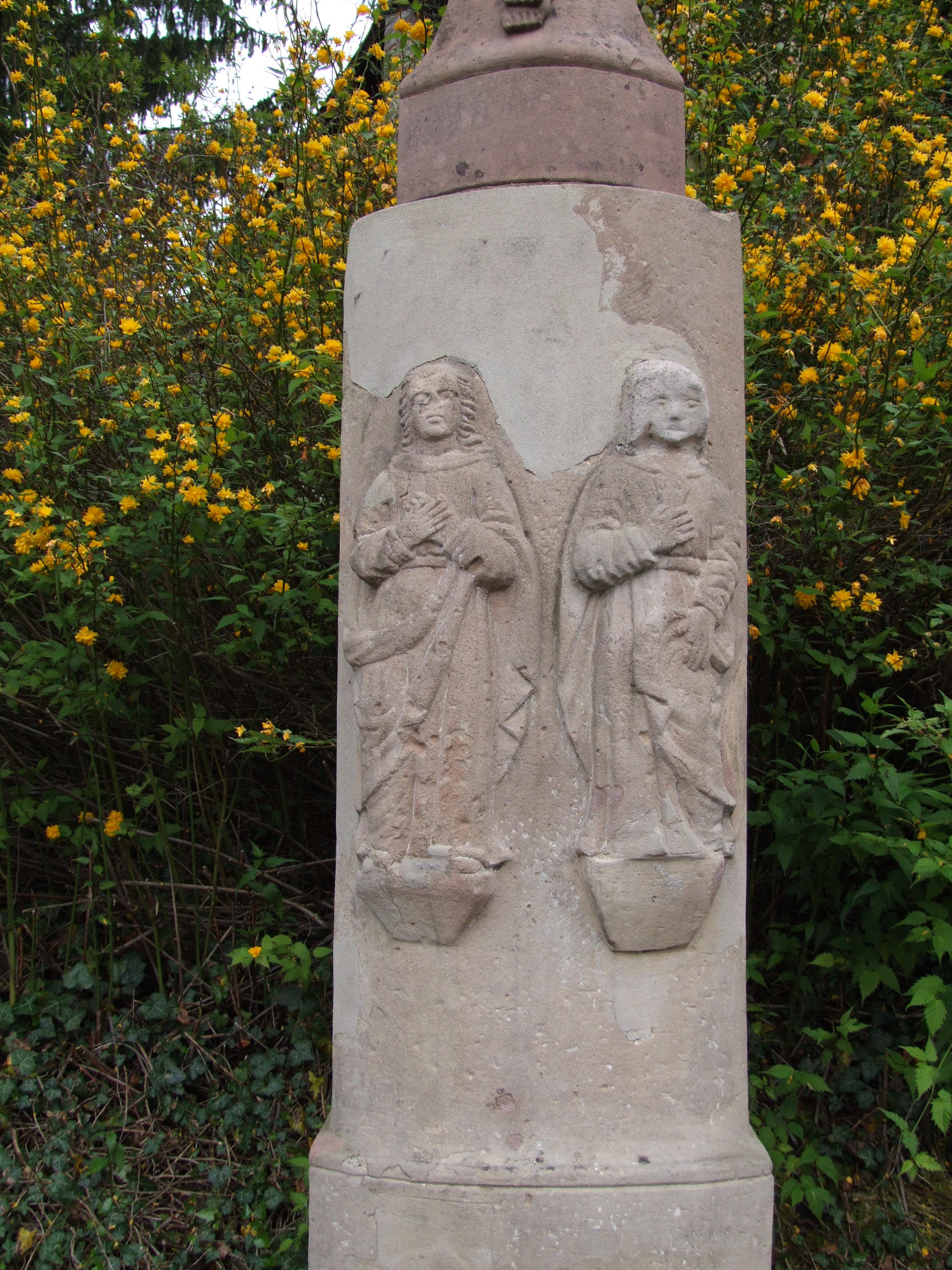
Detail Mitte: Reliefs von Maria und Johannes
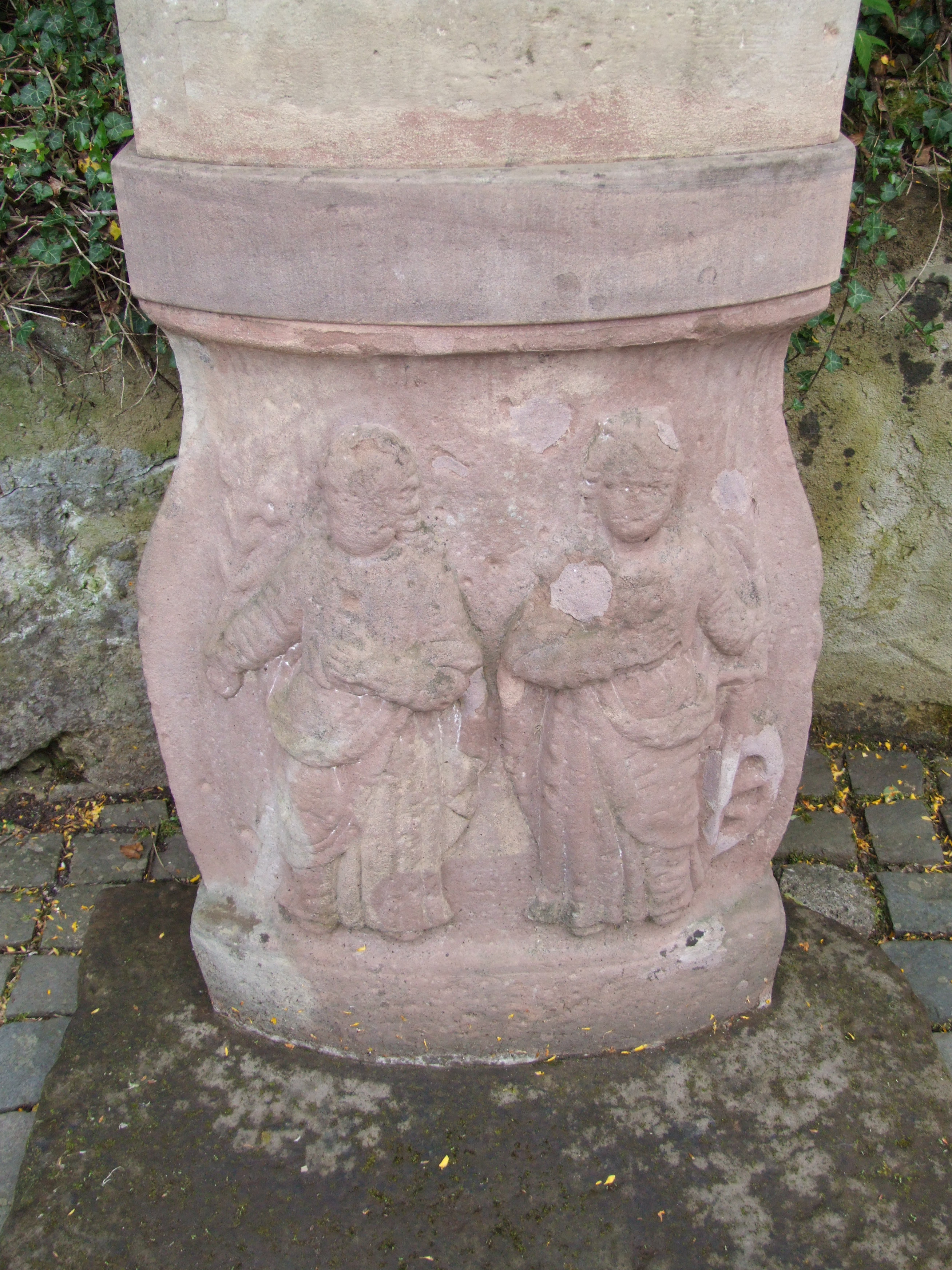
Detail Sockel: hl. Katharina mit Rad, Figur an ihrer Seite: Josef (?)
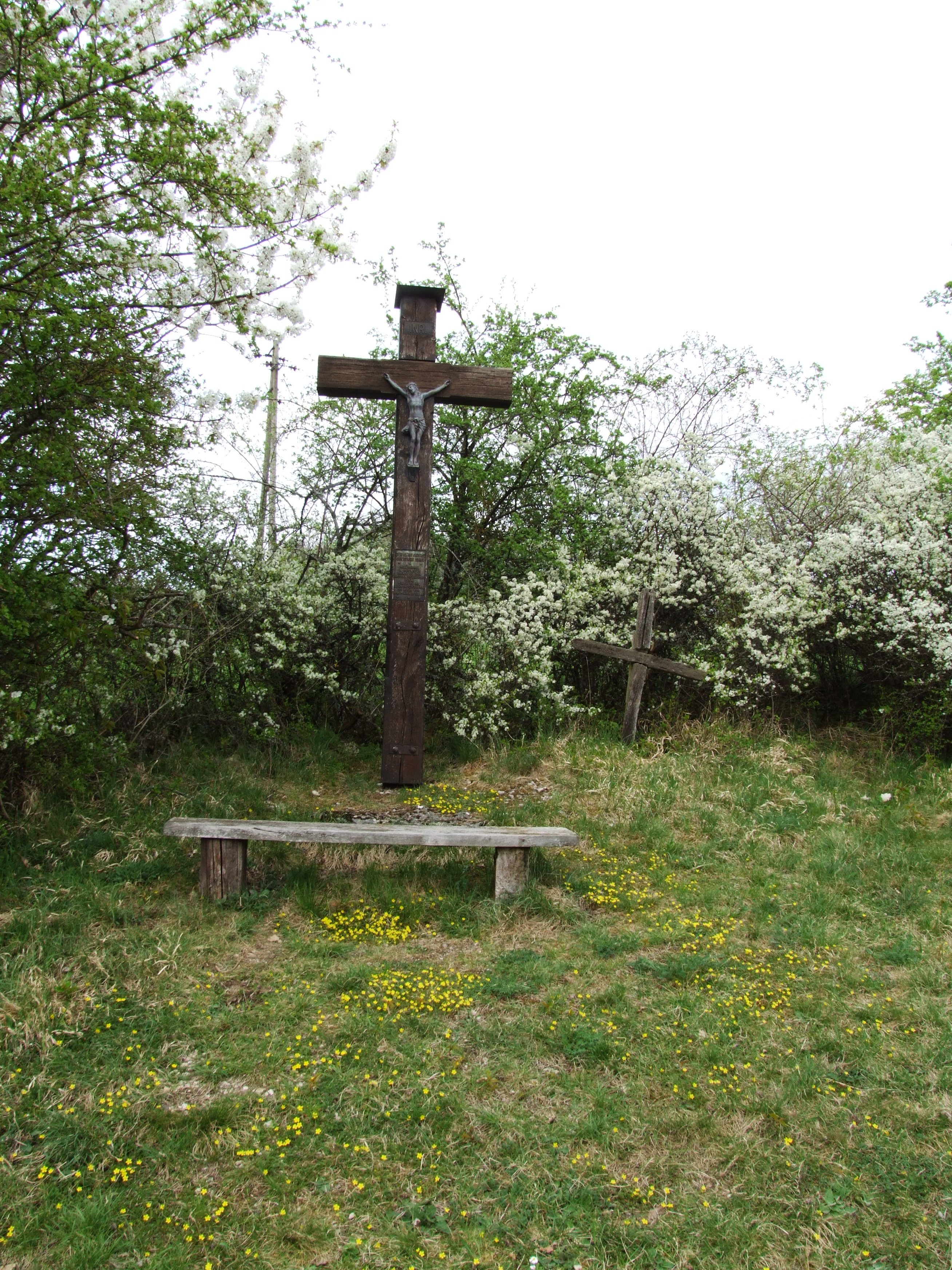
Wegekreuz am Sperrweg

- Ein weiteres, im Jahre 1745 errichtetes Sandsteinkreuz hat seinen Standort vor einem Bauernhaus in der „Obere Straße“. Auf dem Sockel ein Relief des Heiligen Hubertus mit Hirsch.

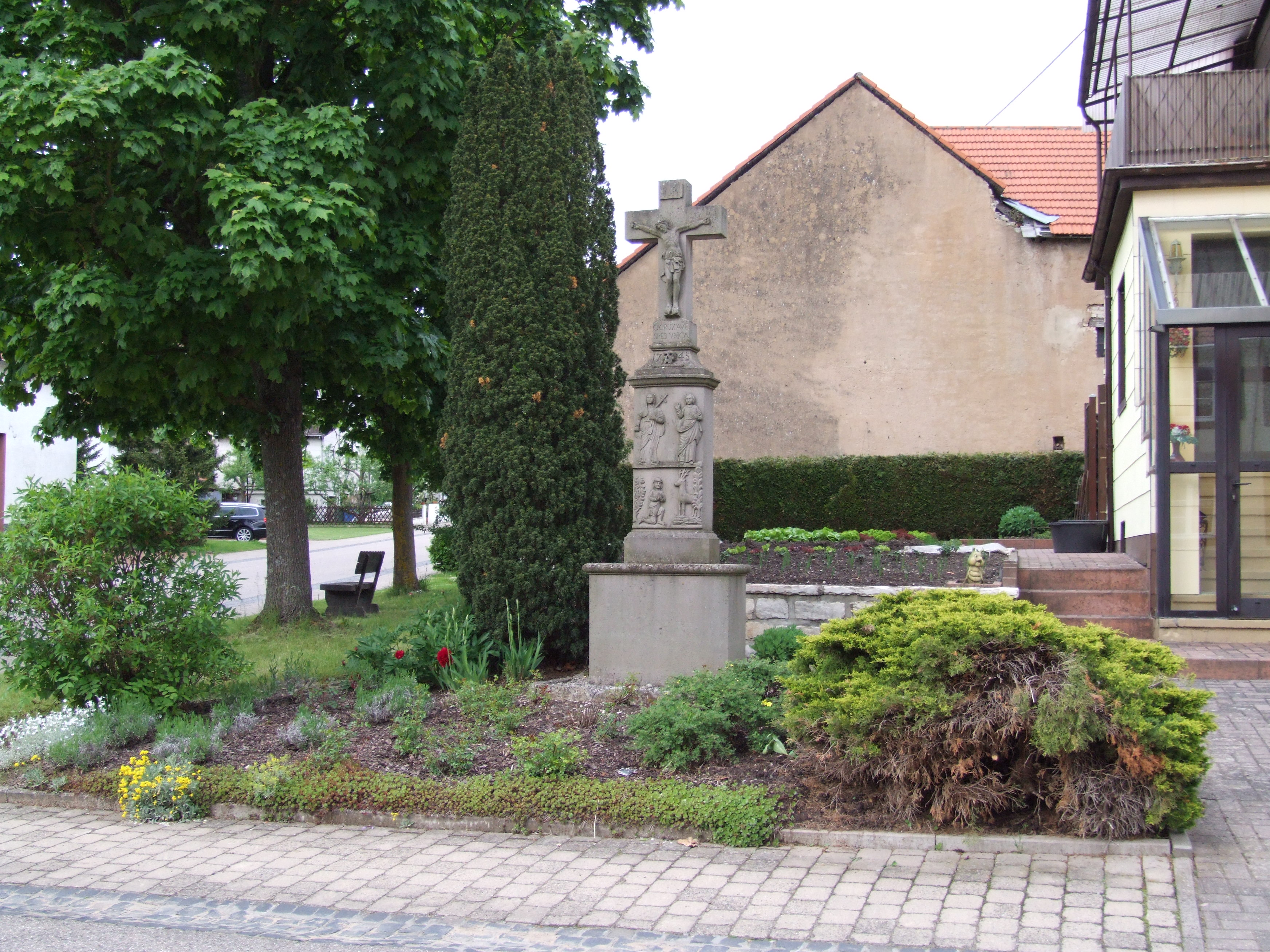
Wegekreuz von 1745 Ecke Obere Straße – Bischof-Weiß-Straße
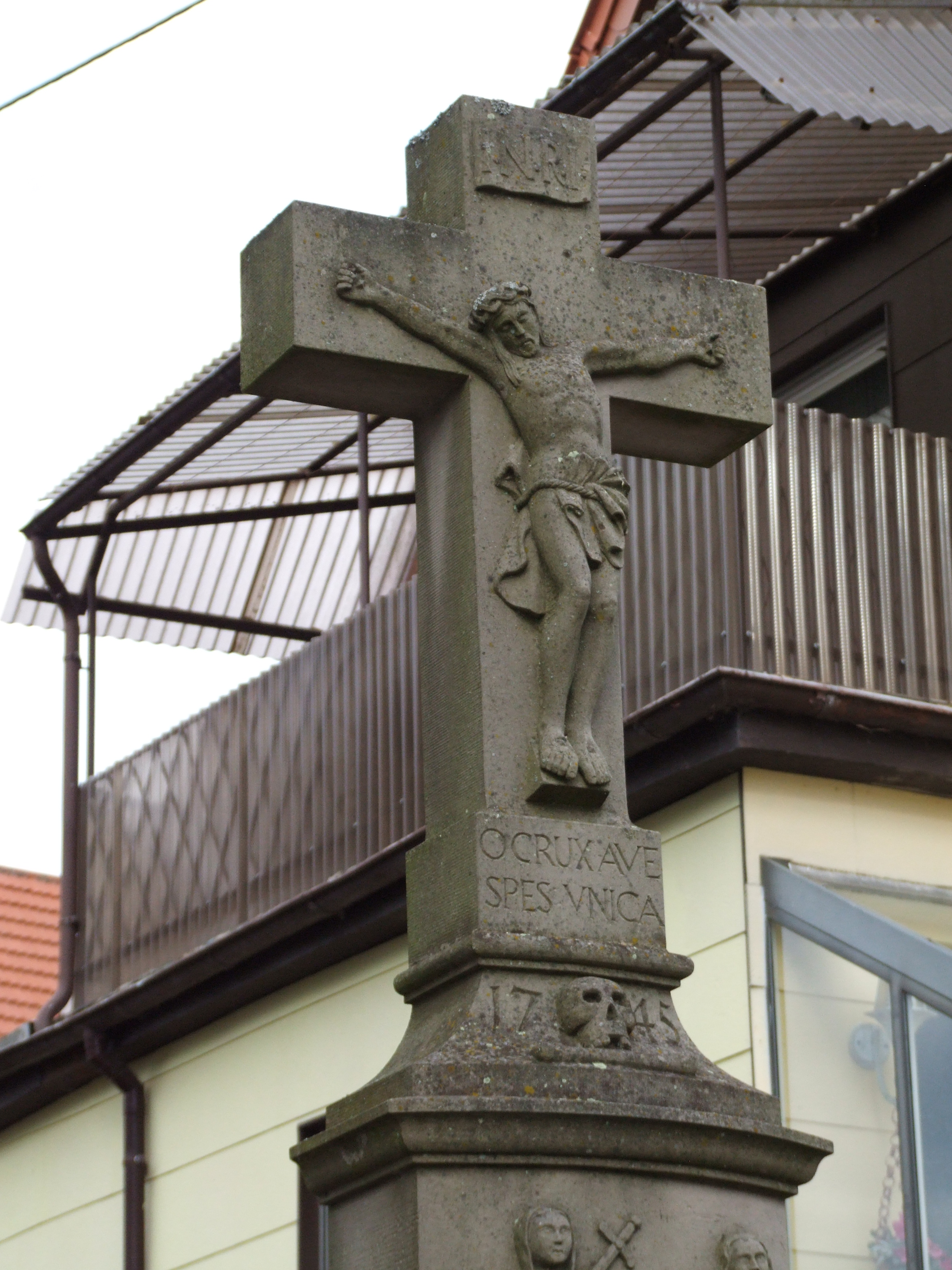
Detail Kreuz
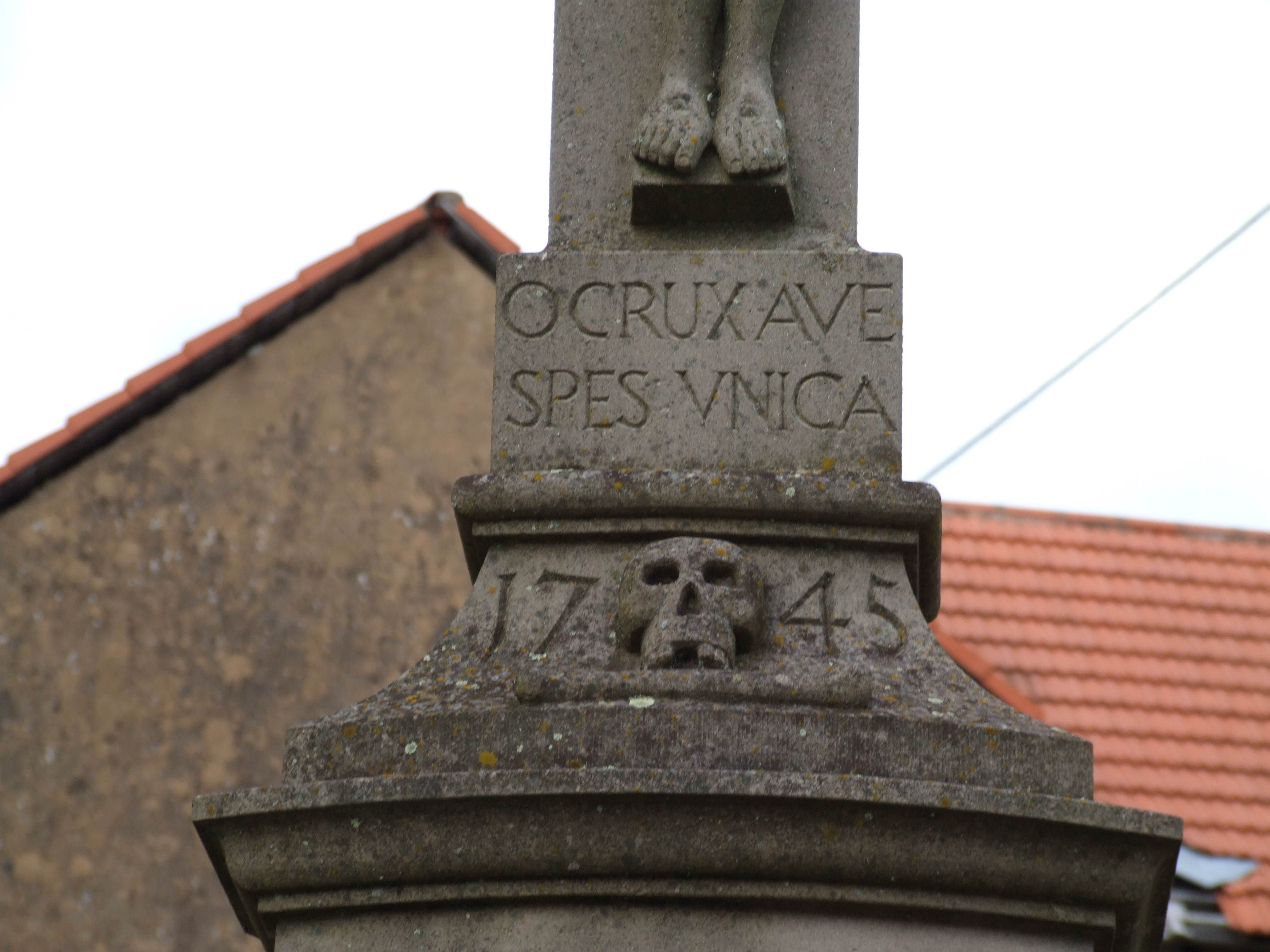
Detail Mitte
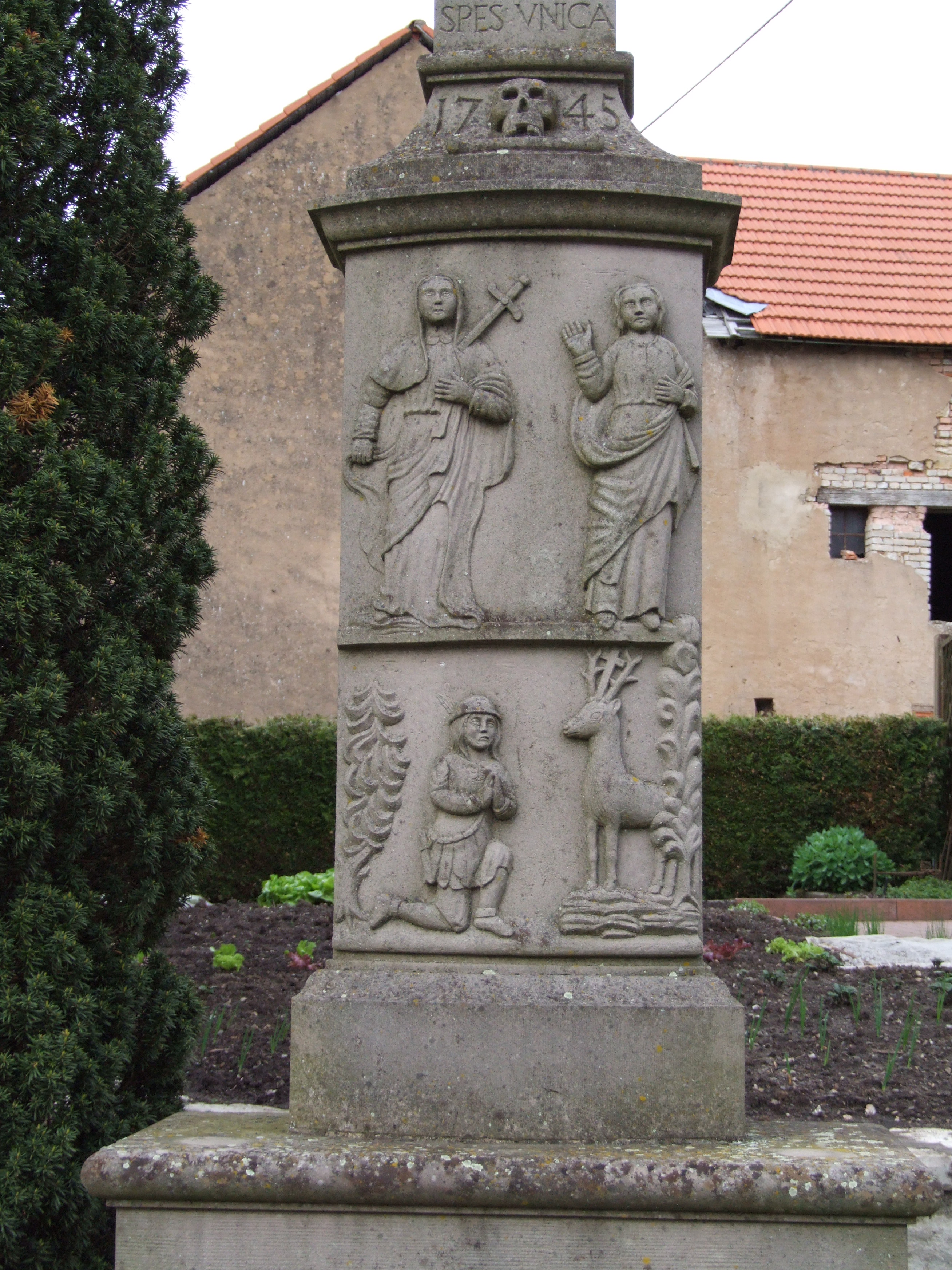
Detail Sockel

- Am Sperrweg, Gemarkung „Köpchen“, erinnert ein Eichenkreuz an die Ermordung eines Niedergailbachers im vergangenen Jahrhundert.
- Aus Dankbarkeit errichtete im Jahre 1975 eine Niedergailbacher Bürgerin am Ende der Bergstraße ein Granitkreuz.
- Anfang der 1990er-Jahre hat ein Niedergailbacher Bürger am Aufeldweg ein Holzkreuz errichten lassen.
- Ein Bildstock mit der Inschrift „Dreimal wunderbare/ Mutter von Schönstatt/ bitte für uns“ steht an der Brücke über den Wallringer-Bach.

## Bräuche

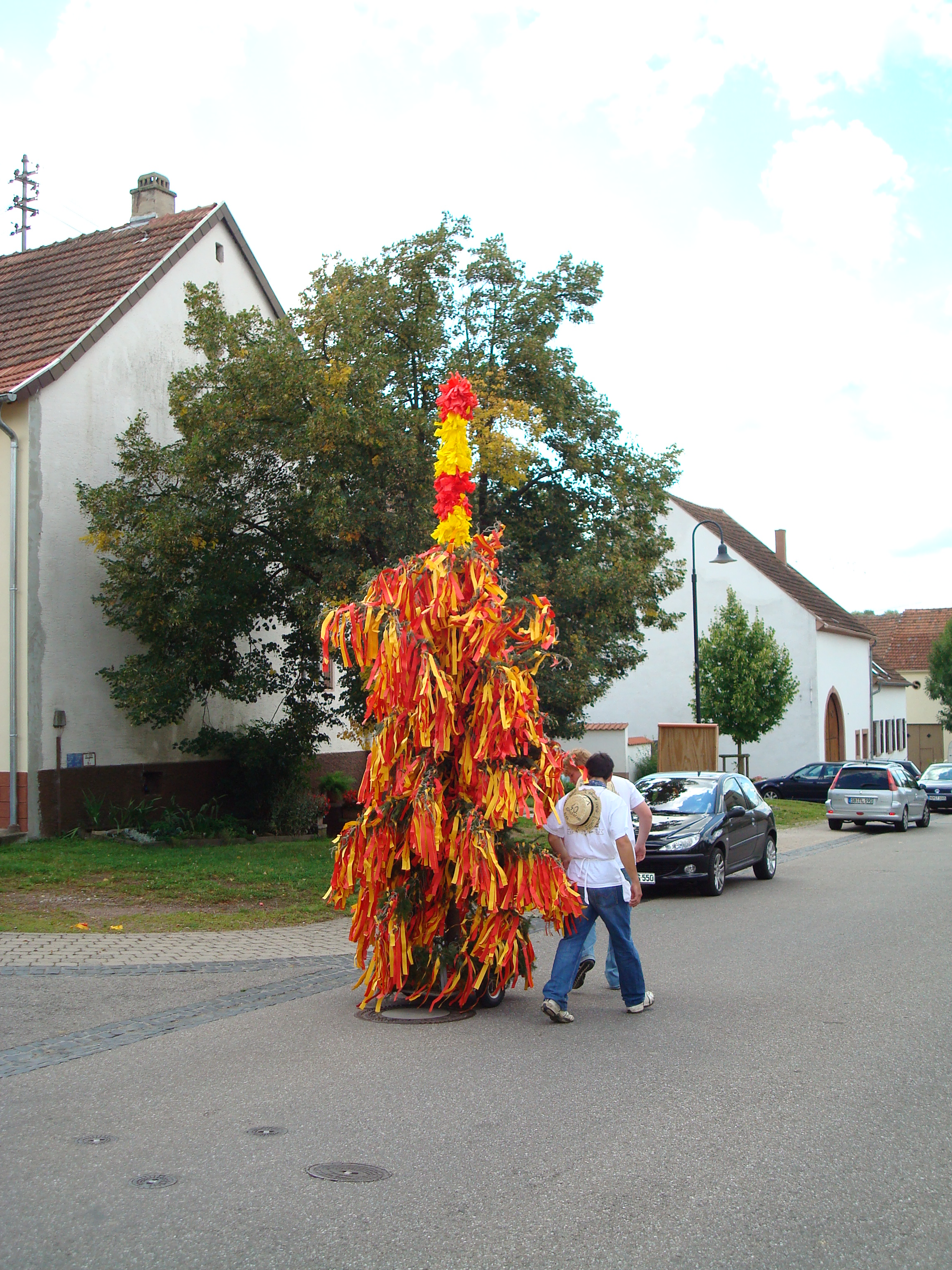
Der Gelbacher Kirwestrauß 2007

In früheren Zeiten wurde in der Nacht zum 1. Mai dem favorisierten Mädchen/Frau durch den Verehrer aus Birkenzweigen ein „Mai gesteckt“.

### Kirmes
Das „höchste Fest“ im Jahreskreis ist die traditionelle Gälbacher Zeltkirb, die am zweitletzten Augustwochenende mit Straußbuwe und Straußmäde, Kirwestrauß und Kirweredd gefeiert wird. Seit 40 Jahren veranstaltet die Arbeitsgemeinschaft der Ortsvereine die Kirb im Festzelt.

### Sebastianusfest und Gelöbnisprozession
Seit 1814 verehren die Niedergailbacher den Heiligen Sebastian. Als der damals 350 Einwohner zählende Ort von der sogenannten Hitzigen Krankheit heimgesucht wurde und viele Niedergailbacher starben, gelobten die Dorfbewohner eine Lichterprozession zu Ehren des Heiligen an dessen Festtag. Die Lichterprozession zur Marienkapelle wird seit 1914 alljährlich am letzten Sonntag im Mai (bis 1913 am Sonntag nach dem Sebastianustag) durchgeführt.

### Klepperbuwe
Am Karfreitag und Karsamstag, wenn die Glocken verstummen, ziehen die Messdiener und Messdienerinnen von alters her mit ihren Kleppern durch den Ort und kündigen das Morgen-, Mittag- und Abendgebet sowie die Gottesdienste an.

### Dreikönigssingen
Seit 31 Jahren gehen die Messdiener und Messdienerinnen am 6. Januar als Caspar, Melchior und Balthasar von Haus zu Haus und wünschen allen Hausbewohnern Glück für das Neue Jahr und sammeln Spenden.

## Unser Dorf soll schöner werden

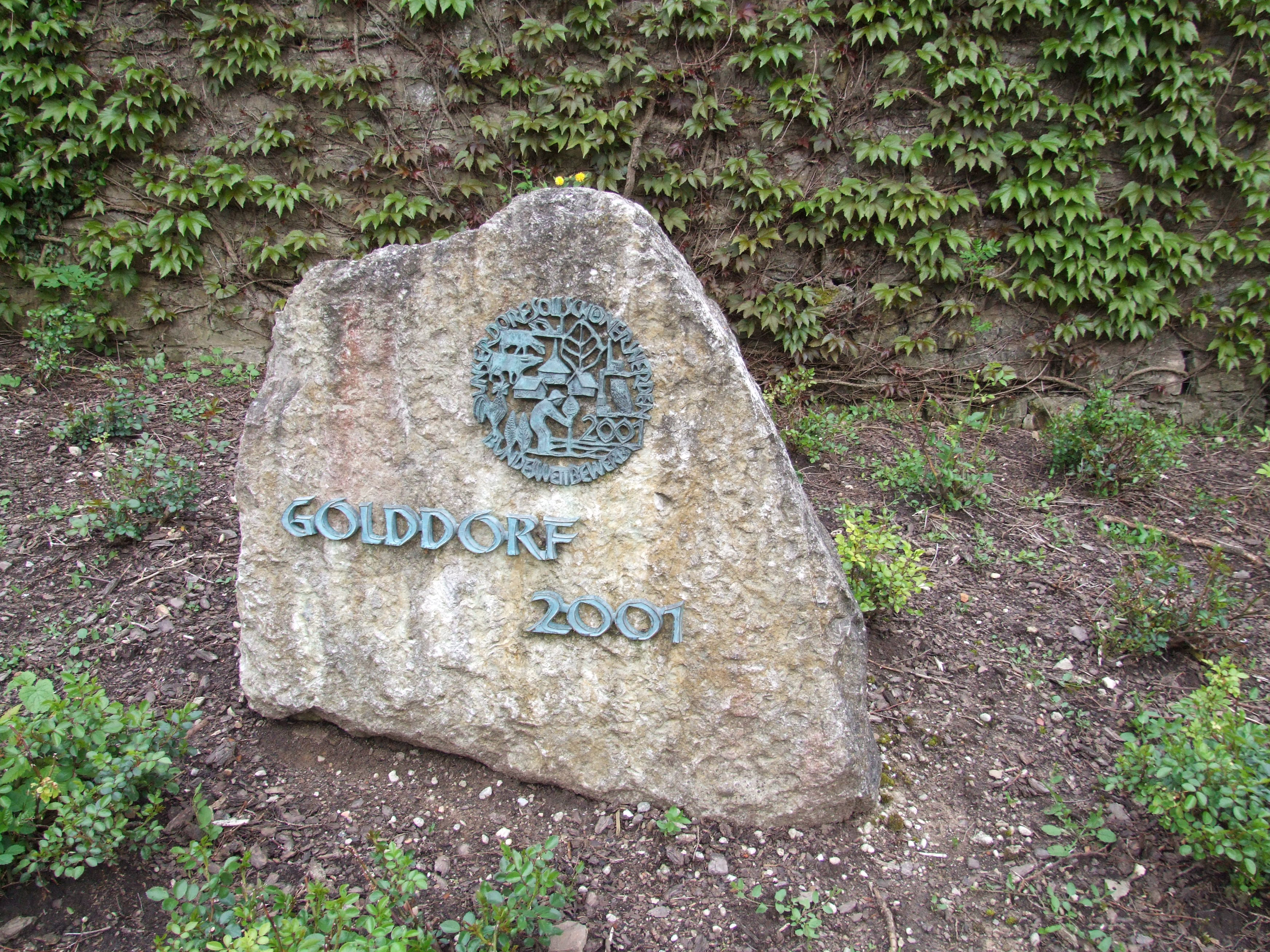
Ehrenstein in Niedergailbach für die Goldmedaille 2001 auf Bundesebene im Wettbewerb Unser Dorf soll schöner werden

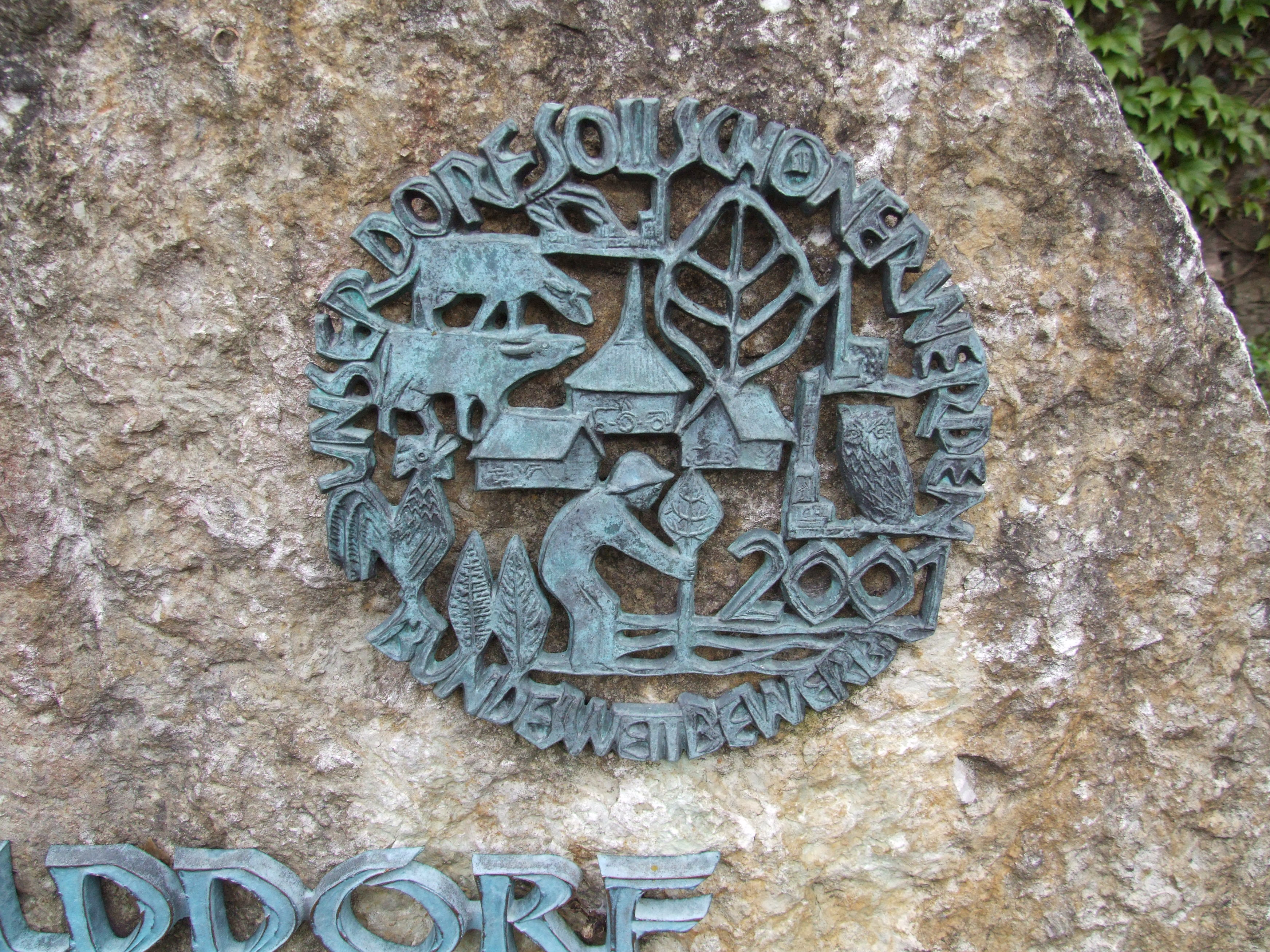
Detail: Emblem auf dem Ehrenstein in Niedergailbach für die Goldmedaille

Niedergailbach hat seit 1966 immer wieder am Wettbewerb Unser Dorf soll schöner werden teilgenommen und mehrfach gewonnen:
- 1990 die Goldmedaille auf Landesebene und die Silbermedaille auf Bundesebene,
- 2000 die Goldmedaille auf Landesebene
- 2001 die Goldmedaille auf Bundesebene

Ausschlaggebend war jeweils vor allem das rege Vereins- und Gemeinschaftsleben.

## Bekannte Niedergailbacher
- Joseph Eduard Konrad Bischoff (1828–1920), Schriftsteller und Theologe, bekannt unter dem Autorennamen Konrad von Bolanden
- Dietrich Becker (1830–1879), Domkapitular und Dompfarrer in Speyer, Direktor des Bischöflichen Konviktes St. Joseph, Schriftsteller
- Siegfried Wack (* 1943), Bürgermeister von Gersheim, Landrat des Uecker-Randow-Kreises